# أميليا إيرهارت
أميليا ماري إيرهارت (بالإنجليزية: Amelia Mary Earhart Otis)‏ (ولدت 24 يوليو 1897، فقدت 2 يوليو 1937، أعلن مقتلها 5 يناير 1939). كاتبة ورائدة متفوقة في الطيران الأمريكي. كانت إيرهارت أول امرأة تحصل على صليب الطيران الفخري،  نظرا لكونها أول امرأة تطير بمفردها عبر المحيط الأطلسي حققت العديد من الأرقام القياسية الأخرى،  كتبت عن تجربتها في الطيران وحققت مبيعات كبيرة، وكان لها دور أساسي في إنشاء «التاسعة والتسعون»، وهي منظمة طيارين للسيدات. انضمت إيرهارت إلى هيئة التدريس في الجامعة الشهيرة عالميا جامعة بيردو قسم الطيران في عام 1935، بوصفها عضو هيئة تدريس زائرا لتقديم النصح للنساء في مجالات العمل وإلهامهم نظرا لحبها للطيران.
أثناء محاولة للدوران حول الكرة الأرضية في عام 1937 باستخدام الطائرة لوكهيد ل-10 إلكترا بتمويل من جامعة بيردو، اختفت إيرهارت فوق وسط المحيط الهادئ قرب جزيرة هاولاند. لا تزال الألغاز عن حياتها وعملها وسبب اختفائها مستمرة حتى يومنا هذا.

## بداية حياتها

### طفولتها

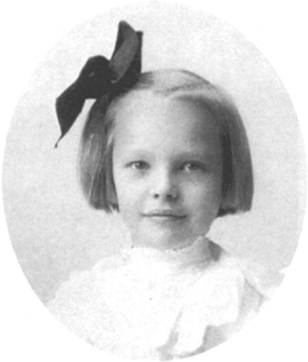
أميليا إيرهارت

اميليا ماري ايرهارت، ابنة صموئيل «ادوين» ستانتون إيرهارت (28 مارس 1867 - 1930)  واميليا «ايمي» اوتيس إيرهارت (1869 - 1962). ولدت في أتشيسون بكانساس  في منزل جدها لأمها، ألفريد جديون اوتيس (1827 - 1912)، وهو قاض اتحادي سابق، ورئيس لبنك أتشيسن للادخار، ومواطن قائد في أتشيسون. لم يكن ألفريد اوتيس موافقا على زواج أمها من ادوين من البداية، كما كان غير راضٍ عن عمله بالمحاماة.
سميت أميليا، وفقا لتقاليد الأسرة، على اسم اثنتين من جداتها (اميليا جوزفين هاريس وماري ويلز باتون). كانت اميليا تلقب في صغرها ب «ميلي» ذات شخصية قيادية؛ بينما أختها الصغرى جريس موريل ايرهارت (تصغرها بسنتين) كانت تلقب ب «بيدجى» وتمارس دور التابع المطيع. ظل يطلق على الفتاتين تلك الأسماء المستعارة طوال الطفولة حتى كبرتا. كانت تربيتهم غير تقليدية فايمي إيرهارت لا تحب تنشئة أطفالها في قالب «فتاة صغيرة لطيفة.»  فكانت الجدة للأم لا توافق على ارتداء أطفال ايمى للسراويل وعلى الرغم من أن اميليا تحب الحرية التي توفرها لهن، إلا أنها كانت على وعي بأن الفتيات الأخرى ات في الحي لا تلبسن السراويل.

### تأثرها المبكر بالطيران
بدأت روح المغامرة تظهر في أطفال إيرهارت من خلال المحاولات اليومية لاستكشاف المناطق المجاورة لهم. كانت اميليا أثناء طفولتها تمضى ساعات طويلة تلعب مع بيدجى، وتتسلق الأشجار وتصيد الفئران بالبندقية وتتزلج. على الرغم من أن حب اللعب في الهواء الطلق وكذلك الألعاب العنيفة كانت شائعة في كثير من الأطفال، إلا أن بعض كتاب السيرة وصفوا اميليا في صغرها بأنها كانت تميل لألعاب الصبيان  فكانت الفتيات عندما تخرج في نزهة تجمع الديدان والفراشات والحشرات والضفادع. في عام 1904، صنعت اميليا سلم طائرة يدويا بمساعدة عمها، بعدما رأت المزلجة الحلزونية أثناء رحلتها إلى سانت لويس واحتفظت بها فوق سطح غرفة التخزين في حديقة المنزل. انتهت أول رحلة موثقة لاميليا بطريقة مثيرة. عندما خرجت من صندوق خشبي مكسور كان يستخدم في التزلج مع كدمات في شفتيها، وثوبها ممزق لكن مع "شعور بالبهجة". وقالت لبيدجى: هذا يشبه الطيران!" 
في عام 1907 أدى عمل ادوين إيرهارت بوظيفة ضابط المطالبات قي السكة الحديد بجزيرة روك إلى انتقاله إلى ديس موينس بولاية ايوا على الرغم من وجود بعض الأخطاء في حياته المهنية. في العام التالي عندما كانت اميليا في العاشرة من عمرها،  رأت طائرة للمرة الأولى في ولاية ايوا في ديس موينس. شجعها والدها على القيام برحلة هي وشقيقتها على متن الطائرة. نظرة واحدة للسيارة القديمة «فليفر» كان كافيا لاميليا (ميلي) التي سألت على الفور ما إذا كان بإمكانهم العودة لركوب دوامة الخيل. وصفت في وقت لاحق الطائرة ذات الجناحين بأنها «شيء غير ممتع من الاسلاك والخشب.» 

### تعليمها
بقيت الشقيقتان أميليا وموريل (أصبحت تعرف باسمها الثاني منذ المراهقة) مع أجدادهن في أتشيسن، في حين انتقل والداهما إلى ديس موينس. خلال هذه الفترة، تلقت اميليا وشقيقتها شكلا من أشكال التعليم المدرسي في المنزل على يد والدتها والمربية. قالت في وقت لاحق أنها كانت «مولعة بالقراءة للغاية» ، وكانت تمضى ساعات لا تحصى في مكتبة الأسرة الكبيرة. في عام 1909، اجتمع شمل الأسرة في دي موين أخيرا، والتحق الأطفال بالمدارس العامة لأول مرة، والتحقت اميليا بالصف السابع في سن 12 عاما.

### ثروة الأسرة
تحسن المستوى المالي للعائلة كثيرا حيث اشتروا منزلا جديدا وعينوا اثنين من الخدم، ولكن سرعان ما أصبح ادوين مدمنا على الكحول. بعد مرور خمس سنوات (في 1914) اضطر للتقاعد، وعلى الرغم من أنه حاول إعادة تأهيل نفسه بالعلاج، إلا أنه لم يتمكن أبدا من العودة للعمل بالسكة الحديد بجزيرة روك. أثناء ذلك توفيت اميليا اوتيس جدة اميليا فجأة، وتركت تركة كبيرة وضعت في حصة ابنتها خوفا من أن إدمان إدوين من شأنه أن يستنزف الأموال. بيع منزل اوتيس وكافة محتوياته في المزاد العلني؛ حزنت اميليا لذلك حيث اعتبرت ما حدث نهاية لطفولتها.
في عام 1915، بعد بحث طويل وجد والد اميليا عملاً كموظف في السكة الحديد الشمالية العظمى في سانت بول بولاية مينيسوتا، حيث دخلت اميليا المدرسة الثانوية المركزية في سن صغيرة. طلب إدوين نقله إلى سبرينجفيلد بولاية ميسوري، في عام 1915 ولكن ضابط المطالبات الحالي أعاد النظر في قرار تقاعده وطالب بعودته لوظيفته، تاركا إيرهارت الكبرى بدون مكان تذهب إليه. لمواجهة هذه النكبة الثانية، اصطحبت ايمي إيرهارت أطفالها إلى شيكاغو وعاشوا مع أصدقائهم. وضعت اميليا لنفسها شرطا غير عادي في اختيار مدرستها، حيث بحثت بين المدارس الثانوية في مدينة شيكاغو لإيجاد أفضل برنامج للعلوم. ورفضت الالتحاق بالمدرسة الثانوية القريبة من منزلها نظرا لأن مختبر الكيمياء بها كان على حد وصفها «تماما مثل بالوعة المطبخ.»  في نهاية المطاف التحقت بمدرسة هايد بارك الثانوية لكنها قضت فصلا دراسيا بائسا حين وصفها الكتاب السنوي «بالفتاة التي ترتدى اللون البني وتمشي وحدها.» 
تخرجت اميليا من مدرسة هايد بارك الثانوية في عام 1916. طوال طفولتها المضطربة، كانت اميليا تتطلع إلى مهنة المستقبل؛ وكانت تحتفظ بقصاصات من الصحف حول نجاح المرأة في المجالات التي يسيطر عليها الرجال، بما في ذلك مجالات السينما والإنتاج، والقانون، والإعلان، والإدارة والهندسة الميكانيكية. ثم التحقت ب junior college في مدرسة اوجونتز في ريدال، ولاية بنسلفانيا لكنها لم تكمل البرنامج.
خلال عطلة عيد الميلاد في عام 1917، زارت أختها في تورونتو. كانت الحرب العالمية الأولى مشتعلة حينها، ورأت إيرهارت عودة الجنود المصابين. بعد تدريبها على التمريض في الصليب الأحمر[ ؟ ]، بدأت العمل مع مجموعة المتطوعين بمستشفى سبادينا العسكري. شملت مهامها إعداد الطعام للمرضى الذين يحتاجون وجبات خاصة وتوزيع الدواء على مرضى المستشفى.

### وباء الإنفلونزا الإسبانية سنة 1918
عندما ظهر وباء إنفلونزا 1918 في تورونتو، كانت اميليا تفوم بمهام شاقة في التمريض والنوبات الليلية في مستشفى بادينا العسكري. حتى مرضت هي أيضا بالالتهاب الرئوي والتهاب الجيوب الأنفية. دخلت المستشفى في أوائل نوفمبر / تشرين الثاني 1918 بسبب الالتهاب الرئوي وخرجت في ديسمبر / كانون الأول عام 1918، بعد شهرين من المرض. كانت أعراض المرض مؤلمة وتسببت في ضغط حول إحدى عينيها، فضلاً عن المخاط الغزير الذي كان يسيل من خلال فتحات الأنف والحنجرة. في المستشفى في عصر ما قبل المضادات الحيوية، كانت تجرى عمليات صغيرة لكنها مؤلمة لغسل الجيوب الأنفية المتضررة،  ولكن هذه الإجراءات لم تكن ناجحة وعانت إيرهارت من صداع شديد. ظلت في فترة النقاهة ما يقرب من عام أمضته في منزل شقيقتها في نورثهامبتون، بماساشوستس. أمضت الوقت في قراءة الشعر، وتعلم العزف على البانجو، ودراسة الميكانيكا. أثر التهاب الجيوب الأنفية المزمن على إيرهارت تأثيرا كبيرا أثناء الطيران وأنشطة الحياة العادية،  حتى أنها كانت تضطر أحياناً لارتداء ضمادة على خدها لتغطية أنبوب التصريف الصغير عند الطيران.

### تجارب الطيران المبكرة
خلال هذه الأثناء، زارت إيرهارت المعرض الجوي الذي عقد بالتزامن مع المعرض الوطني الكندي في تورنتو بصحبة صديقتها. كان أحد الأحداث الهامة في ذلك اليوم، وجود معرض للطيران للحرب العالمية الأولى. كان الطيار ينظر إلى إيرهارت وصديقتها، حيث كانتا تُشاهدان من مكان معزول وهبط باتجاههما. قالت ايرهارت، «انا متأكدة من أنه قال لنفسه، شاهدني أجعلهما تفران». شعرت ايرهارت بمزيج من الخوف والبهجة. فعندما اقتربت الطائرة، استيقظ شيء بداخلها. وقالت «لم أفهم ذلك حينها»، «لكنني أعتقد أن الطائرة الصغيرة الحمراء قالت لي شيئا.» 
بحلول العام 1919، استعدت إيرهارت للالتحاق بكلية سميث ولكنها غيرت رأيها والتحقت بجامعة كولومبيا واشتركت في دورة دراسية في الدراسات الطبية من بين برامج أخرى. ولكنها توقفت بعد عام واحد لتلحق بوالديها الذين اجتمع شملهما في ولاية كاليفورنيا.

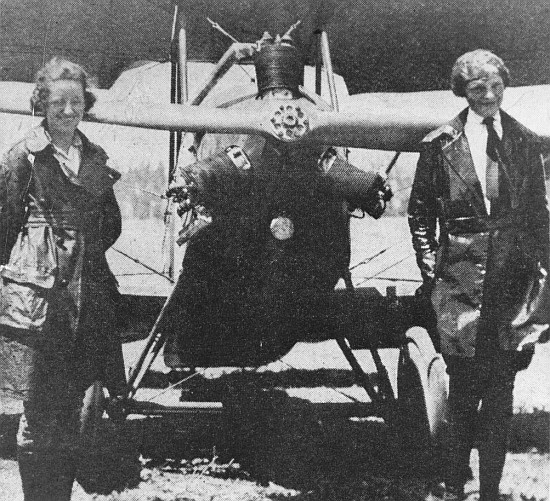
من اليسار: نيتا سنوك وأميليا إيرهارت أمام طائرة إيرهارت Kinner Airster، c عام 1921

في لونغ بيتش، 28 ديسمبر 1920، زارت هي ووالدها مهبطاً للطائرات حيث قابلت فرانك هوكس (الذي اشتهر لاحقا في سباقات الطائرات) وعرض عليها ركوب الطائرة مما غير حياتها إلى الأبد. وقالت "ارتفعت حينها مسافة مئتين أو ثلاثمئة قدم عن الأرض"، "أدركت حينها أنه عليّ تعلم الطيران."  بعد تلك الرحلة التي استغرقت 10 دقائق (والتي كلفت والدها 10 دولارات)، قررت على الفور تعلم الطيران. عملت في مجموعة متنوعة من الوظائف، فعملت مصورة، وسائقة شاحنة وكاتبة اختزال في شركة الهاتف المحلية كي توفر 1,000 دولار لدروس الطيران. بدأت إيرهارت الدروس 3 يناير 1921 في كينر فيلد بالقرب من لونغ بيتش، ولكن كي تصل للمطار كانت تستقل حافلة إلى نهاية الخط ثم تسير أربعة أميال (6 كلم). كما وفرت والدة اميليا جزءا من حصة ال 1,000 دولار. كانت معلمتها أنيتا "نيتا" سنوك، رائدة طيار استخدمت الطائرة surplus Curtiss JN-4 "كانوك" في التدريب. جاءت اميليا مع والدها وكان لديها طلب واحد هو: "أريد تعلم الطيران. هل ستعلمينني؟ 
التزام اميليا بتعلم الطيران تطلب منها الكثير من العمل الشاق وتحمل الظروف الصعبة باعتبارها مبتدئة. اختارت سترة جلدية ولكنها تدرك أن الطيارين الأخرين سيحكمون عليها، ونامت بها لمدة ثلاث ليال لاعطائها مظهرا باليا. لاستكمال تغيير صورتها، قصت شعرها على غرار الطيارين النساء الأخريات. بعد ستة أشهر اشترت اميليا طائرة Kinner Airster ذات السطحين وكانت مستعملة وصفراء زاهية أطلقت عليها اسم «الكناري». يوم 22 أكتوبر 1922، حلقت إيرهارت بطائرتها Airster 14,000 قدم (4,300 م)، محققة رقما قياسيا عالميا جديدا للطيارين من الإناث. في 15 مايو 1923، أصبحت إيرهارت المرأة رقم 16 في العالم التي تصدر رخصة قيادة طائرة (#6017)  من الاتحاد الدولي للطيران.

## العمل في مجال الطيران والزواج

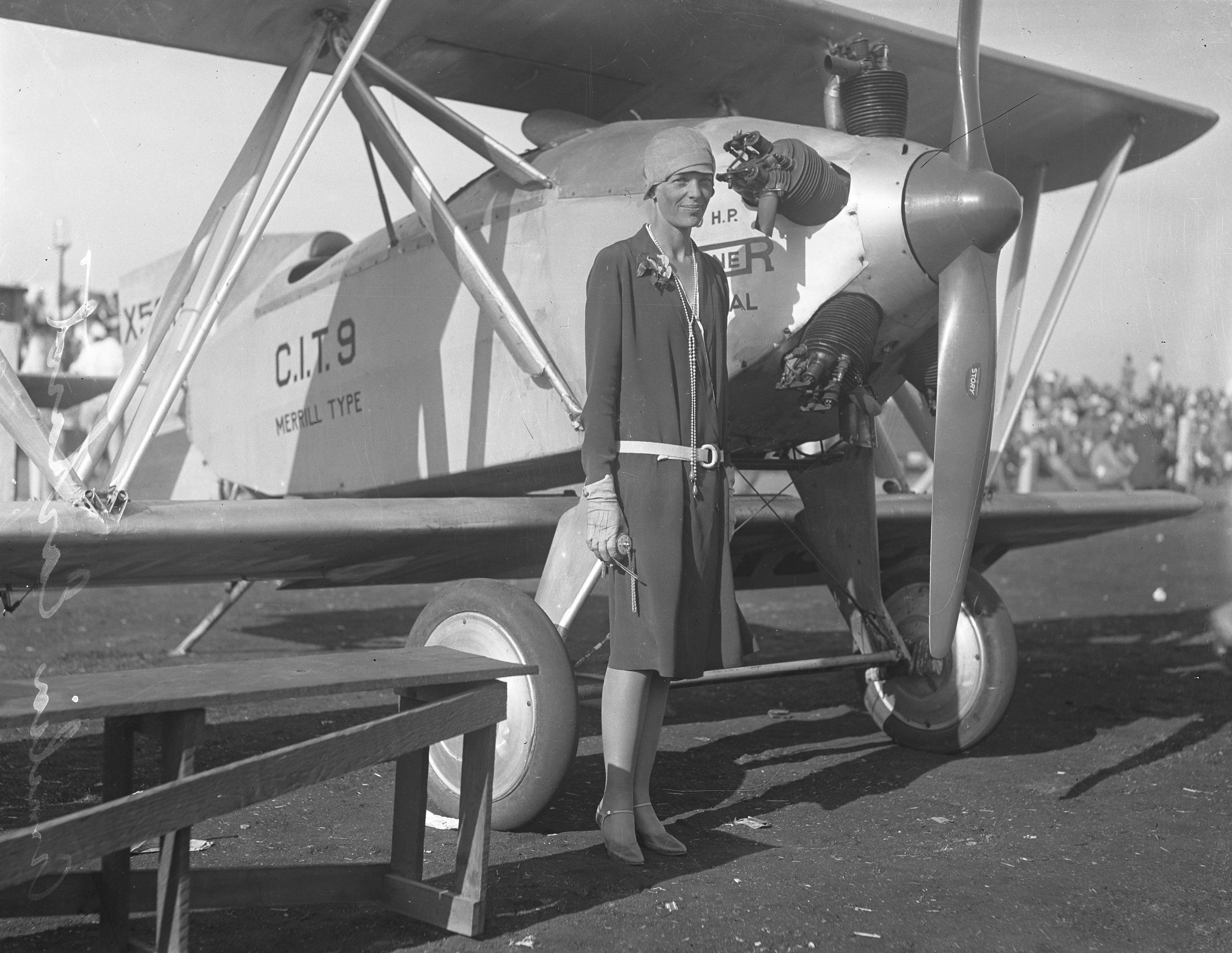
اميليا ايرهارت، لوس انجلوس 1928

### بوسطن
وصفتها صحيفة بوسطن غلوب بأنها «واحدة من أفضل الطيارين النساء في الولايات المتحدة» لكن هذا الوصف اختلف عليه خبراء الطيران والطيارون من ذوي الخبرة في العقود التالية. تميزت اميليا بالذكاء والكفاءة في العمل، لكن على الرغم من ذلك وصف بعض الطيارين الأكثر تمرسا  جهودها المبكرة بأنها كانت غير كافية. وقعت أحد الحسابات الخاطئة الخطيرة أثناء محاولة تسجيل الرقم القياسي وانتهت بسقوطها من بين السحاب. 3,000 قدم (910 م)
فلامها الطيارون ذوو الخبرة، «هل من المفترض أن يتقارب السحاب حتى يلمس الأرض؟»  حزنت إيرهارت حيث شعرت أن قدراتها في الطيران محدودة، لكنها سعت للحصول على مساعدة مختلف المدربين في المجال. بحلول عام 1927، «من دون أي حادث خطير، واصلت الطيران لما يقرب من 500 ساعة بمفردها وهو إنجاز جدير بالاحترام.» 
طوال هذه الفترة، كان ميراث جدتها-الذي كانت أمها تتولى تدبيره- يتناقص حتى نفد تماما بعد كارثة الاستثمار الفاشل في منجم للجبس. وبالتالي لم تتمكن من تغطية استثماراتها في الطيران، فباعت «الكناري» فضلا عن Kinner الثانية واشترت عربة كيسل "Speedster" صفراء لراكبين، وأطلقت عليها «يلو بيرل». عاودت إيرهارت مشكلتها القديمة مع الجيوب الأنفية وتفاقمت في أوائل عام 1924 حتى دخلت المستشفى لإجراء عملية جراحية ولكن للمرة الثانية لم تكن العملية ناجحة. بعد محاولة إنشائها لمشاريع جديدة بما في ذلك إنشاء شركة للتصوير الفوتوغرافي، اتجهت أميليا في اتجاه جديد. بعد طلاق والديها في عام 1924 أخذت والدتها في سيارتها «يلو بيرل» في رحلة عابرة للقارات من ولاية كاليفورنيا وتوقفت في جميع أنحاء الغرب، بالإضافة إلى رحلة قصيرة إلى كالغاري وألبرتا. توقفت هذه الجولة في بوسطن، ماساشوستس، حيث خضعت اميليا لإجراء عملية أخرى للجيوب الأنفية ولكن هذه المرة كانت أكثر نجاحا. بعد أن تعافت عادت لجامعة كولومبيا لعدة أشهر، لكنها اضطرت إلى التخلي عن دراساتها وخططها للانضمام لمعهد ماساتشوستس للتكنولوجيا لأن والدتها لم تعد تستطيع تحمل الرسوم الدراسية والتكاليف المرتبطة بها. بعد فترة وجيزة وجدت أول عمل لها كمدرسة ثم أخصائية اجتماعية في عام 1925 في دينيسون هاوس، وعاشت في ميدفورد بماساشوستس.
عندما عاشت في ميدفورد التحقت بمطار دينيسون (محطة سكوانتم الجوية البحرية لاحقا) في كوينسي، ماساتشوستس، وساعدت في تمويله. حلقت في أول رحلة رسمية من مطار دينيسون عام 1927.
استمر اهتمام إيرهارت بالطيران حتى أصبحت عضوا في جمعية الطيران الاميركية في بوسطن ثم تم انتخابها نائبا للرئيس. استثمرت مبلغا صغيرا من المال في مطار دينيسون، كما عملت مندوبا لمبيعات طائرات Kinner في بوسطن.
كانت تكتب في أعمدة الصحف المحلية للترويج للطيران، كما ازدادت شهرتها حيث كانت تضع الخطط لمنظمة طيارين من الإناث.

### الطيران عبر الأطلسي 1928
أرادت إيرهارت أن تصبح أول امرأة تطير في رحلة عبر المحيط الأطلسي بعد تشارلز لندبرغ الذي طار بمفرده عبر المحيط الأطلسي في عام 1927، وكذلك ايمي فيبس جيست (1873-1959). لكنها وجدت أن الرحلة محفوفة بالمخاطر أكثر مما ينبغي، فعرضت أن تكون راعيا لهذا المشروع. بينما كانت إيرهارت في عملها عند الواحدة بعد ظهر أحد الأيام في نيسان / أبريل 1928، تلقت مكالمة هاتفية من النقيب هيلتون اتش. رايلي الذي سألها: «أتريدين الطيران عبر المحيط الأطلسي؟».
عقد المشاركون في المشروع (بما فيهم الناشر ووكيل الدعاية جورج بى. بوتنام مقابلة مع أميليا وطلبوا منها مرافقة الطيار ويلمر ستولتز والطيار/الميكانيكي المساعد لويس جوردون في الرحلة كراكبة مع تكليفها بإحدى المهام. غادر الفريق ميناء تريباسى في نيوفنلند[ ؟ ] في طائرة من طراز Fokker F.VIIb/3m يوم 17 يونيو 1928، وهبطوا في ميناء بيري (بالقرب من لانيلي)، ويلز، المملكة المتحدة، بالتحديد بعد 20 ساعة و 40 دقيقة. اعتمدت الرحلة على بعض تقنيات الطيران التي لم تكن أميليا قد تدربت عليها، فلم تجرب الطائرة. وعند اللقاء معها بعد الهبوط قالت: «ستولتز هو الذي قاد الطائرة طوال الرحلة. أما أنا فكنت مثلي مثل الأمتعة، مثل كيس من البطاطا». واضافت: «... ربما يوما ما سأحاول القيام بذلك بمفردي.» 
قيل أن إيرهارت تلقت ترحيبا حارا في انكلترا في 19 يونيو عام 1928، عندما هبطت في وولستون، ساوثهامبتون في إنجلترا. قادت الطائرات {Avro Avian 594 Avian II و SN: R3/AV/101 التي تملكها السيدة ماري هيث وفي وقت لاحق اشترت الطائرة وعادت بها إلى الولايات المتحدة (قيل أنها «ماركة طائرة غير مرخصة» 7083).
عند عودة طاقم الطائرة تولتز، وجوردون وإيرهارت إلى الولايات المتحدة استقبلوا بعرض عسكري في نيويورك، أعقبه حفل استقبال من الرئيس كالفين كوليدج في البيت الأبيض.

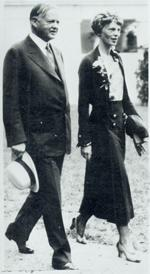
صورة لإيرهارت تمشي مع الرئيس هوفر في ساحة البيت الأبيض يوم 2 يناير 1932

### صور الشهرة
نظرا للشبه بين ايرهارت ولندبرغ  الذي تطلق عليه الصحافة اسم «ليندي المحظوظ»، بدأت بعض الصحف والمجلات تطلق على اميليا «السيدة ليندي.»  أما يونايتد بريس لقبت إيرهارت بلقب «ملكة الطيران.»  وعلى الفور بعد عودتها إلى الولايات المتحدة ألقت محاضرة مضنية (1928-29). وفي الوقت نفسه، قام بوتنام بحملة للترويج لها من خلال نشر كتاب من تأليفها، وسلسلة من محاضراتها وجولاتها الجديدة، ونشر صورها على الأمتعة، وسجائر لاكي سترايك (والتي سببت لها مشكلة مع مجلة ماكول التي سحبت عرضها)  والملابس النسائية والرياضية. خصصت الأموال التي حصلت عليها من «لاكي سترايك» للتبرع ب 1,500 دولارا لرحلة القائد ريتشارد بيرد الوشيكة لاستكشاف القطب الجنوبي.
إلى جانب الدعاية لها من خلال المنتجات، شاركت هي بنفسها في الدعاية وخاصة من خلال أزياء المرأة. ظلت لعدة سنوات تحيك ملابسها الخاصة بها، ولكن خط الإنتاج النشط الذي باع في 50 متجراً مثل ماكي في المدن الكبيرة كان تعبيرا عن صورة جديدة لايرهارت. يتطابق مفهومها عن البساطة والخامات الطبيعية مع الخامات غير القابلة للتجعد، والقابلة للغسيل التي استخدمتها والذي يعتبر تجسيدا لأناقة وأنوثة "A.E" (وهو الاسم الذي تطلقه عليها العائلة والأصدقاء). خط الأمتعة الذي روجت له (أمتعة مودرنير إيرهارت) جعل لها طابعا لا لبس فيه. فمن المؤكد أن الأمتعة مهمة جدا في السفر الجوي ولا تزال تنتج حتى اليوم. وتحمل العديد من المواد الترويجية صورة إيرهارت ولا تزال تسوّق إلى يومنا هذا. نجحت الحملة التسويقية التي قام بها بوتنام في ترسيخ إيرهارت في أذهان الجمهور.

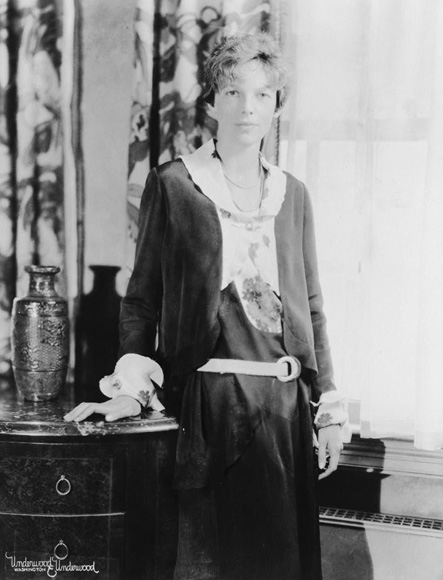
صورة لأميليا إيرهارت، c. 1932. يطلب بوتنام من إيرهارت إخفاء الابتسامة التي تظهر الفجوة بين أسنانها وأن تبقى فمها مغلقا من أجل الصورة الرسمية.

### الترويج للطيران
ساعدت الدعاية اميليا في تمويل رحلاتها الجوية. وكان قبولها لمنصب محرر مشارك في مجلة كوزموبوليتان فرصة لمزيد من الترويج للطيران وكذلك التركيز على دخول المرأة في هذا المجال. في عام 1929، كانت إيرهارت من بين الطيارين الأوائل الذين روجوا للرحلات الجوية التجارية من خلال تطوير خدمات النقل الجوي للمسافرين؛ كما مثلت النقل الجوي عابر القارات جنبا إلى جنب مع تشارلز ليندبيرغ، واستثمرت الوقت والمال في إنشاء أول خدمة مكوكية بين نيويورك وواشنطن العاصمة. كانت ايرهارت نائبا لرئيس شركة الخطوط الجوية الوطنية التي تدير رحلات طيران في خطوط بوسطن-ماين الجوية وعدة شركات طيران أخرى في شمال شرق البلاد. والتي أصبحت بحلول عام 1940 تعرف باسم نورث ايست ايرلاينز.

### الرحلات التنافسية
على الرغم من الشهرة التي اكتسبتها ايرهارت من رحلتها عبر الأطلسي، إلا أنها سعت إلى تسجيل رقم قياسي خاص بها. فبعد وقت قصير من عودتها بالطائرة Avian 7083، انطلقت في أول رحلة طويلة منفردة جعلت اسمها يجذب الانتباه الإعلامي والشعبي. بعد قيامها بهذه الرحلة في آب / أغسطس 1928، أصبحت إيرهارت أول امرأة تطير منفردة عبر قارة أمريكا الشمالية، مما زاد من خبراتها  ومهاراتها في المجال، واعترف بذلك الطيارون المحترفون ذوو الخبرة الذين طارت معهم. طار الجنرال لاي واد مع إيرهارت في عام 1929 وقال عنها: «كانت طيارا جديدا، ولمساتها حساسة على عصا القيادة.» 
في وقت لاحق قامت إيرهارت بأول محاولة لها في سباقات الطيران التنافسية عام 1929 خلال أول سباق طيران للنساء من سانتا مونيكا إلى كليفلاند (أطلق عليه لاحقا ويل روجرز اسم "Powder Puff Derby"). خلال السباق وعند اّخر توقف في وسط الطريق قبل الانتهاء في كليفلاند، تقيدت إيرهارت بصديقتها روث نيكولز. حيث كان على نيكولز أن تقلع قبل إيرهارت، ولكن طائرتها سقطت على الجرار في نهاية المدرج وانقلبت. فلم تقلع إيرهارت، وركضت إلى الطائرة المحطمة وأخرجت صديقتها منها. وعندما تأكدت من أن نيكولز لم تصب بأذى، طارت لكليفلاند. ولكن بسبب الوقت الذي فقدته، حصلت على المركز الثالث. عملها الشجاع هذا كان دليلا على عدم أنانيتها، كما أنها نادرا ما أشارت لهذا الحادث فيما بعد.
في عام 1930، أصبحت إيرهارت مسؤولا في الرابطة الوطنية للملاحة الجوية حيث عملت جاهدة لتسجيل رقم قياسي خاص بالنساء، كما كان لها دور أساسي في الاتحاد الدولي للطيران في ابرازه على المستوى الدولي. في عام 1931، حلقت في طائرة من طراز اوتوجبرو Pitcairn PCA-2، وحققت رقما قياسيا عالميا في الارتفاع 18,415 قدم (5,613 م). في حين أنه يبدو للقارئ اليوم أن ايرهارت كانت تعمل على جذب الانتباه، إلا أنها كانت مهتمة هي وغيرها من الطيارين الإناث بتغيير الرأي العام الأميركي واقناعه بأن "الطيران لم يعد حكرا على المخاطرين ورجال سوبر مان.
خلال هذه الفترة أصبحت إيرهارت مسؤولة عن التسعة والتسعون، وهي منظمة للطيارين الإناث، تقدم الدعم المعنوي وتدعم قضية المرأة في مجال الطيران. دعت لعقد اجتماع للطيارين الإناث في عام 1929 في أعقاب السباق الجوي للنساء. واقترحت الاسم استنادا إلى عدد الأعضاء المؤسسين، ثم أصبحت أول رئيس للمنظمة في عام 1930. كانت أميليا مدافعا قويا عن الطيارين الإناث، وعام 1934 عندما منع سباق كأس بنديكس النساء من المشاركة، رفضت علنا إرسال ماري بيكفورد لكليفلاند لافتتاح السباقات.

### زواجها
كانت ايرهارت مخطوبة لصموئيل تشابمان، وهو مهندس كيميائي من بوسطن، لكن فسخت خطبتها في 23 نوفمبر 1928. خلال نفس الفترة، كانت إيرهارت وبوتنام يقضيان الكثير من الوقت معا، مما كون علاقة حميمة بينهما. جورج بوتنام كان يعرف باسم جي بي، وكان قد طلق في عام 1929، ثم سعى للزواج من اميليا ست مرات قبل أن توافق أخيرا على الزواج. بعد تردد كبير من ناحيتها، تزوجا في 7 فبراير 1931 في منزل والدة بوتنام في نونك بكونيكتيكت. كانت إيرهارت تشير إلى زواجها بأنه "شراكة" مع "سيطرة مزدوجة". كتبت ايرهارت رسالة خطية إلى بوتنام سلمتها له يدا بيد يوم الزفاف قالت فيها: "أريدك أن تعرف أنني لن أحملك على الإخلاص لي كما أني لن أسير خلفك بالمثل.
كانت أفكار اميليا فيما يخص الزواج ذات توجه ليبرالي، كما أنها كانت تؤمن بالمساواة قي مسئولية كسب العيش، وأصرت على الاحتفاظ باسمها بدلا من أن يشار لها بالسيدة بوتنام. وعندما أصرت صحيفة نيويورك تايمز على قواعد الكتابة التي تتبعها في الإشارة لها بالسيدة بوتنام، ضحكت. كما وجد جي بي أنه سيطلق عليه «السيد ايرهارت.»  لم يتمكن العروسان من قضاء شهر العسل، فاميليا كانت منشغلة في جولة لمدة تسعة أيام عبر البلاد للترويج لطائرة أوتوجايرو وراعية لجولة Beech-nut Gum. لم يكن لإيرهارت وبوتنام أطفال، لكن كان لبوتنام ابنان من زواجه السابق من دوروثي بيني (1888-1982)،  الوريثة لشركة والدها الكيميائية بيني سميث، التي اخترعت طباشير الكرولا. أما أبناؤه فهم  المستكشف والكاتب بيني ديفيد بوتنام (1913-1992) وجورج بالمر بوتنام، الابن (ولد في 1921). كانت أميليا مولعة بديفيد خصوصا، الذي كان يزور والده كثيرا في منزل العائلة في ري بنيويورك. أصيب جورج بشلل الأطفال بعد وقت قصير من انفصال والديه ولم يتمكن من زيارته كثيرا.
وبعد سنوات قليلة، اندلع حريق في منزل بوتنام، وقبل أن يتم السيطرة عليه دُمرت الكثير من كنوز أسرة بوتنام بما في ذلك العديد من الأشياء التذكارية الخاصة بإيرهارت. في أعقاب ذلك الحريق، قرر بوتنام وإيرهارت الانتقال إلى الساحل الغربي، وكان بوتنام قد باع حصته في شركة النشر لابن عمه بالمر، وانتقلا إلى شمال هوليوود مما جعل بوتنام قريبا من شركة بارامونت بيكتشرز ومنصبه الجديد كرئيس هيئة التحرير بها.

### رحلة منفردة عبر الأطلسي عام 1932

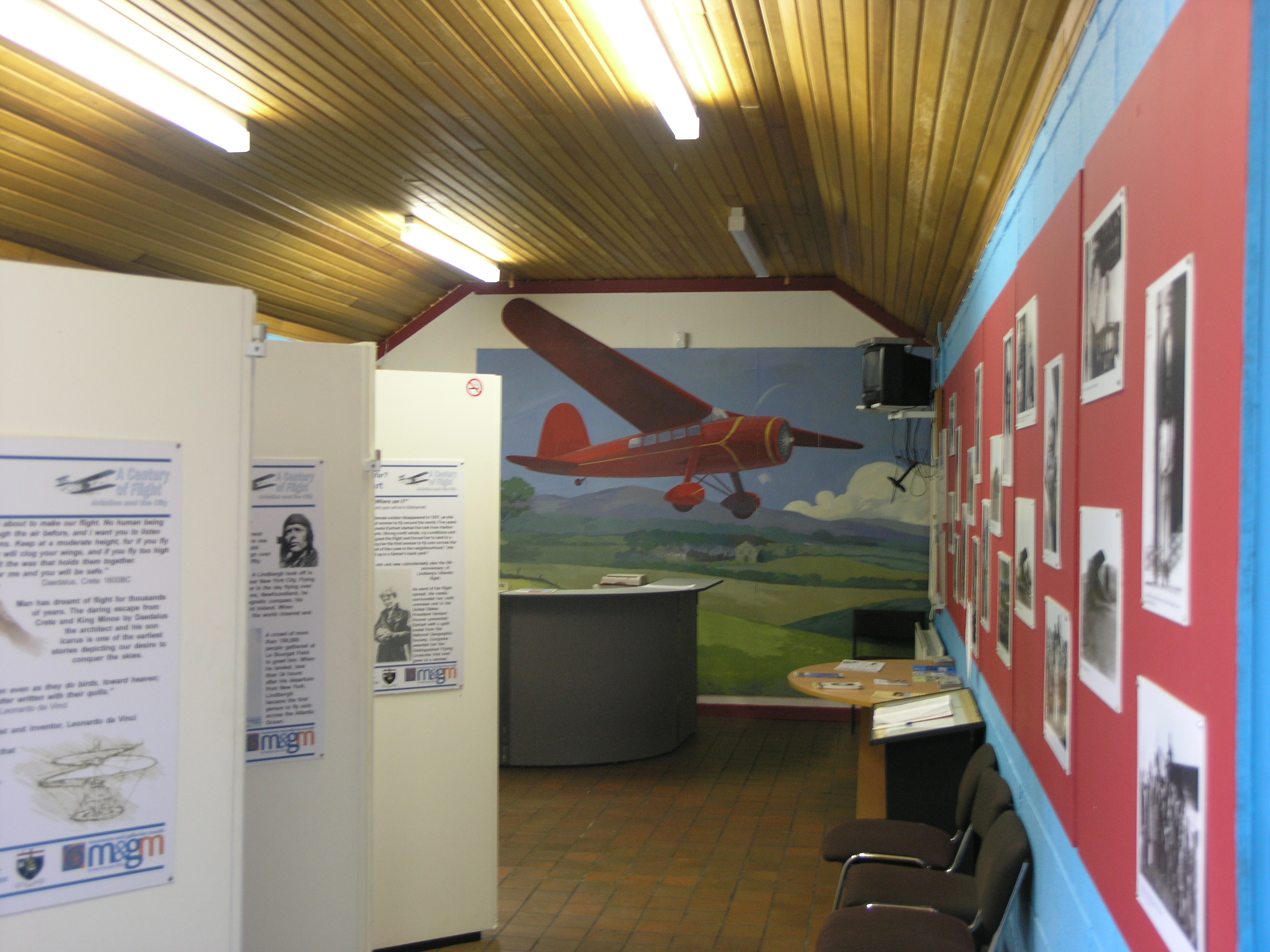
متحف أميليا إيرهارت المتحف بديري

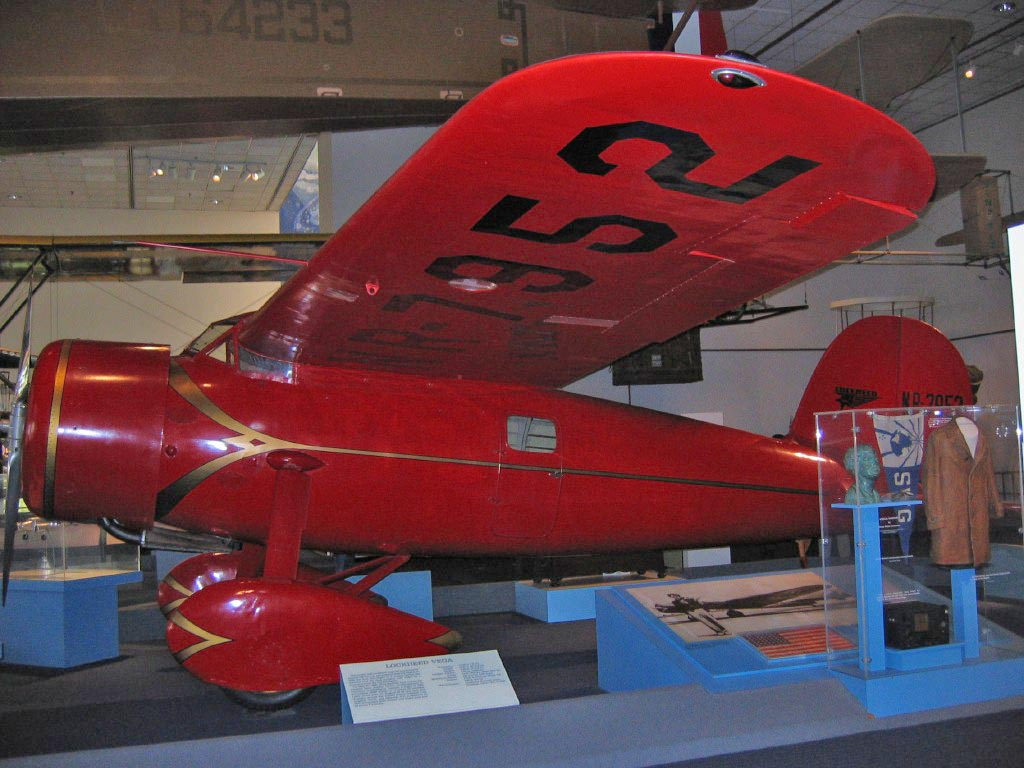
أميليا إيرهارت وهى تقود الطائرة Lockheed Vega 5b كما تظهر قي عرض بالمتحف الوطني للطيران والفضاء

كانت ايرهارت في الرابعة والثلاثين من عمرها، عندما انطلقت في صباح يوم 20 مايو 1932 من ميناء جريس نيوفنلند[ ؟ ] مع أحدث نسخة من صحيفة محلية (يقصد من تاريخ النسخة التأكيد على تاريخ الرحلة). كانت تنوي السفر إلى باريس بطائرتها Lockheed Vega 5b ذات المحرك الواحد لمضاهاة رحلة تشارلز ليندبيرغ ذات المحرك الواحد. كان المستشار الفني للرحلة الطيار النرويجي الأميركي الشهير بيرنت بالشن الذي ساعد في إعداد طائرتها. كما قام بتمويه الصحافة لأنه كان يتظاهر بإعداد طائرة إيرهارت لرحلته للقطب الشمالي. بعد رحلة استمرت 14 ساعة و 56 دقيقة قاومت خلالها هبوب رياح شمالية قوية، وظروف جليدية ومشاكل ميكانيكية، هبطت إيرهارت في المراعي في كولمور، شمال ديري بأيرلندا الشمالية. شهد هذا الهبوط الملك سيسيل وكذلك تي. سوير. عندما سألها حارس المزرعة: «هل أتيت من مكان بعيد؟» أجابته اميليا: «من أمريكا.»  هذا المكان الآن عبارة عن متحف صغير يطلق عليه مركز أميليا إيرهارت. 
كانت اميليا أول امرأة تطير منفردة في رحلة مباشرة عبر المحيط الأطلسي، ولذلك حصلت على صليب الطيران الفخري من الكونغرس، وووسام الشرف من الحكومة الفرنسية، والميدالية الذهبية من الجمعية الجغرافية الوطنية من الرئيس هربرت هوفر. ازدادت شهرة ايرهارت وكونت علاقات صداقة مع كثير من أصحاب المناصب العليا، من أبرزهم السيدة الأولى اليانور روزفلت 1933-1945. تشاركت روزفلت وإيرهارت في كثير من الاهتمامات خاصة ما يتعلق بقضايا المرأة. حصلت روزفلت على تصريح لتعلم الطيران بعدما خاضت تجربة الطيران مع إيرهارت لكنها لم تتابع خططها لتعلم الطيران. ظلت الصديقتان على اتصال طوال حياتهما. وكذلك الطيار الشهير جاكلين كوكران، الذي اعتبره الجمهور المنافس الأقوى لاميليا، لكنهما كانا صديقين حميمين خلال هذه الفترة.

### رحلات فردية أخرى
في 11 يناير 1935، أصبحت إيرهارت أول شخص يطير منفردا من هونولولو بهاواي إلى اوكلاند[ ؟ ] بكاليفورنيا. حاول الكثيرون القيام بهذه الرحلة عبر المحيطات، وعلى الأخص المشاركون في سباق دول اير عام 1927 الذين سارو عكس المسار، ولكن رحلتها كانت  روتينية، دون أي أعطال ميكانيكية. حتى أنها في الساعات الأخيرة استرخت واستمعت إلى «إذاعة اوبرا متروبوليتان النيويوركية.» 
في تلك السنة، حلقت مرة أخرى بطائرتها فيغا التي وصفتها ب«بيسي القديمة، حصان النار»، حلقت إيرهارت منفردة من لوس انجلوس إلى مكسيكو سيتي يوم 19 أبريل. وحققت رقما قياسيا في رحلة مباشرة من مكسيكو سيتي إلى نيويورك. أما رحلتها يوم 8 مايو فكانت هادئة على الرغم من الحشود الكبيرة التي استقبلتها في نيوارك بولاية نيو جيرسي، التي كانت تشكل مصدر قلق  حيث كان يجب أن تكون حذرة ألا تستقل سيارة أجرة في الزحام.
شاركت إيرهارت مرة أخرى في سباقات الطيران لمسافات طويلة، وكانت الخامسة في سباق كأس بنديكس عام 1935، وكانت أفضل نتيجة استطاعت تحقيقها نظرا لتواضع محرك طائرتها لوكهيد فيغا.
ما بين 1930-1935، سجلت اميليا سبعة ارقام قياسية نسائية في السرعة والمسافة باستخدام مجموعة متنوعة من الطائرات منها Airster Kinner، ولوكهيد فيغا، و Pitcairn Autogiro. بحلول عام 1935، اعترفت بحدود طائرتها «الجميلة فيغا الحمراء» في الرحلات الطويلة عابرة المحيطات، قالت اميليا «جائزة... رحلة واحدة أردت دوما تجربتها- وهي الملاحة حول في العالم.»  من أجل المغامرة الجديدة، قالت إنها في حاجة إلى طائرة جديدة.

## رحلة 1937 حول العالم

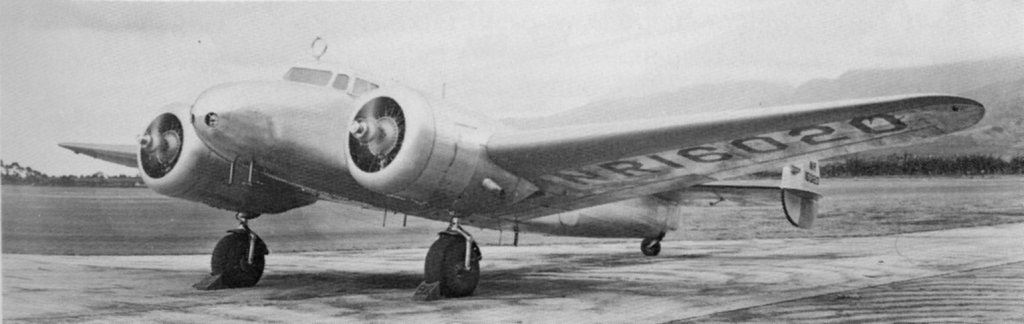
طائرة أميليا إيرهارت Lockheed L-10 Electra0E. خلال التعديل، معظم نوافذ القمرة خالية وبها خزانات وقود مناسبة لجسم الطائرة.

### التخطيط
انضمت إيرهارت إلى هيئة التدريس في جامعة بيردو عام 1935 بوصفها عضو هيئة تدريس زائراً لتقديم النصح للنساء في المجال، وباعتبارها مستشارا فنيا لإدارة الملاحة الجوية. في تموز / يوليو 1936، تسلمت الطائرة Lockheed L-10E Electra بتمويل من جامعة بيردو وبدأت التخطيط للذهاب في رحلة حول العالم. هي ليست أول رحلة للدوران حول العالم، لكنها الأطول حيث تبلغ 29,000 ميل (47,000 كم)، في حالة اتباع مسار خط الاستواء القاسى. على الرغم من أن اليكترا تعرف بأنها «مختبر طائر» إلا أنه تم التخطيط لقليل من العلوم المفيدة، وكان يبدو أن الترتيب لهذة الرحلة كان لاعتزام إيرهارت الإبحار حول العالم لجمع المواد الخام وكذلك لفت انتباه الرأي العام لكتابها القادم. كان أول ملاح اختارته ايرهارت هو الكابتن هاري مانينغ، الذي كان كابتن السفينة بريزيدنت روزفلت، التي عادت باميليا من أوروبا عام 1928.
من خلال الاتصالات برابطة طيران لوس انجلوس، أختير الملاح الثاني فريد نونان نظرا لعوامل إضافية هامة ينبغى الإعداد لها أثناء الملاحة الجوية. فهو لديه خبرة واسعة في كل من البحرية (كان لديه ترخيص قبطان سفينة) والملاحة جوية. ترك نونان العمل في بان آم مؤخرا، حيث أسس معظم خطوط الطائرات المائية لشركة تشينا كليبر عبر المحيط الهادئ. كما كان نونان مسؤولا أيضا عن تدريب ملاحى بان أميريكان في الخط بين سان فرانسيسكو ومانيلا. كانت الخطط الأصلية أن يبدأ نونان الملاحة من هاواي إلى جزيرة هاولاند، وهو الجزء الأكثر صعوبة في الرحلة، ثم يواصل مانينغ الرحلة مع إيرهارت إلى أستراليا، ثم تكمل هي بنفسها ما تبقى من الرحلة.

### المحاولة الأولى
في يوم سانت باتريك 17 مارس 1937، بدأت الرحلة من اوكلاند بكاليفورنيا إلى هونولولو بهاواي. إلى جانب إيرهارت ونونان، كان كل من هاري مانينغ وطيار هوليوود البديل بول مانتز (الذي قام بدور المستشار التقني لإيرهارت) على متن الطائرة. نظرا لاحتياج محركات الطائرة للإمداد بالزيت إلى جانب بعض المشكلات مع محاور المروحة خضعت الطائرة لأعمال إصلاح وصيانة في هاواي. في النهاية، توقفت اليكترا في لوك فيلد في أسطول الولايات المتحدة بجزيرة فورد في بيرل هاربر. استؤنفت الرحلة بعد ثلاثة أيام من لوك فيلد، وبينما كان كل من إيرهارت ونونان ومانينغ على متن الطائرة لم تتمكن إيرهارت من التحكم قي الطائرة فقامت بحلقة أرضية أثناء الإقلاع. ولا يزال السبب في ذلك مثيرا للجدل. قال بعض الشهود في لوك فيلد ومنهم صحفى وكالة اسوشياتد بريس الإخبارية أنهم رؤوا انفجارا في أحد الإطارات. وتقول إيرهارت أنه إما أن الإطار الأيمن في إلكترا قد انفجر و/أو أن ترس الهبوط الأيمن قد انهار. وقالت بعض المصادر بما فيهم مانتز أنه كان خطأ من الطيار.
أصيبت الطائرة بأضرار بالغة وألغيت الرحلة، وشحنت الطائرة بحرا إلى مقر لوكهيد في بوربانك (كاليفورنيا) لإصلاحها.

### المحاولة الثانية
أثناء إصلاح إلكترا، جمعت إيرهارت وبوتنام أموالا إضافية واستعدا لمحاولة ثانية. بدأت الرحلة هذه المرة من الغرب إلى الشرق، لم يعلنا عن هذه الرحلة في البداية والتي بدأت من اوكلاند إلى ميامي بفلوريدا، لكن بعد الوصول إلى ميامى أعلنت إيرهارت عن خططها للإبحار حول العالم. كان الاتجاه المعاكس للرحلة نتيجة جزئية للتغيرات في الرياح حول العالم وطبيعة الطقس على طول المسار المخطط للرحلة منذ المحاولة السابقة. كان فريد نونان بمفرده هو طاقم رحلة إيرهارت الثانية. غادرا ميامي يوم 1 يونيو بعد التوقف في أمريكا الجنوبية وأفريقيا وشبه القارة الهندية وجنوب شرق آسيا، حتى وصلا لاى بنيو جينيا يوم 29 يونيو عام 1937. عند هذه المرحلة كانا قد انتهيا من حوالي 22,000 ميل (35,000 كلم) من الرحلة. ويتبقى 7,000 ميلا (11,000 كلم) ستكون كلها فوق المحيط الهادي.

### مغادرة لاى
في 2 يوليو 1937 (منتصف الليل بتوقيت جرينتش) أقلعت إيرهارت ونونان من لاى في الطائرة الكترا ذات الحمل الثقيل. توجها إلى جزيرة هاولاند، وهي أرض مسطحة يبلغ طولها 6,500 قدم (2,000 م)، وعرضها 1,600 قدم (500 متر)، وارتفاعها 10 أقدام (3 م)، ومساحتها 2,556 ميلاً (4,113) كيلومتراً. كان آخر تقرير عن مكانهما في جزر نوكومانو، على بعد حوالى 800 ميل (1,300 كلم) من الرحلة. وكان زورق خفر سواحلالولايات المتحدةإتاسكا في المحطة في هاولاند، المخصص للاتصال مع طائرة إيرهارت Lockheed Electra 10E ليقودها إلى الجزيرة بمجرد وصولها إلى المناطق المجاورة.

### الوصول النهائي لجزيرة هاولاند
عبر سلسلة من الأخطاء أو سوء التفاهم (من التفاصيل التي لا تزال مثيرة للجدل)، لم يكن الوصول النهائى لجزيرة هاولاند باستخدام الملاحة اللاسلكية ناجحا. فقد كتب فريد نونان في وقت سابق عن المشكلات التي تؤثر في دقة توجيه الراديو أثناء الملاحة. وقد لاحظت بعض المصادر النقص الواضح في فهم إيرهارت لتوجيه بنديكس لإيجاد حلقة الهوائي، والذي كان في ذلك الوقت تكنولوجيا جديدة جدا. ويرجع آخرون سبب الارتباك المحتمل لوجود فرق نصف ساعة في توقيت الجدول الزمنى الذي وضعه زورق خفر السواحل الأميركي إتاسكا وإيرهارت للاتصال بينهما (حيث تتبع إيرهارت التوقيت المحلى لغرينتش، ويتبع إتاسكا نظام التوقيت البحرى).
يقترح دليل الصور المتحركة من لاى أن الهوائي الموجود أسفل جسم الطائرة قد يكون مزق بسبب الوقود الثقيل في اليكترا أثناء إقلاعها، على الرغم من عدم ذكر وجود هوائي في لاى. أشار دون دويجنز في السيرة الذاتية لبول مانتز (الذي ساعد إيرهارت ونونان في التخطيط للرحلة) إلى أن الطيارين قطعا أجهزة الهوائى ذات السلك الطويل بسبب الانزعاج من الاضطرار إلى إعادته مرة أخرى للطائرة بعد كل استعمال.

### إشارات الراديو
أثناء وصول إيرهارت ونونان لجزيرة هاولاند تلقى إتاسكا صوت إرسال قوياً وواضحاً من إيرهارت يعرف بـ KHAQQ، ولكن يبدو أنها لم تتمكن من سماع صوت الإرسال من السفينة. في الساعة 7:42 خاطبتهم إيرهارت لاسلكيا: «يجب أن نكون فوقكم، لكن لا نراكم، كما أن الغاز أوشك على النفاد. لا يمكننا التواصل معكم من خلال الراديو. نحن نحلق على ارتفاع 1,000 قدم.» عند الساعة 7:58 تواصلت معهم عبر الراديو وقالت إنها لا تتمكن من سماع إتاسكا وطلبت منهم إرسال إشارات صوتية بحيث يمكنها محاولة التقاطها (أفادت إتاسكا بأن هذه الإشارة كانت أعلى مايمكن، مما يشير إلى أن إيرهارت ونونان كانا في منطقة قريبة). لم يتمكنوا من إرسال الصوت على التردد الذي حددته، وبدلا من ذلك أرسلوا لها إشارات رمز مورس. تلقت إيرهارت هذه الإشارات لكنها قالت أنها لا تستطيع تحديد اتجاههم.
وفي اّخر إرسال لها عند الساعة 8:43 صباحا قالت إيرهارت «إننا على الخط 157 337. سنكرر هذه الرسالة. سنكرر هذه الرسالة عند 6210 كيلوسيكل. انتظر». عادت بعد لحظات قليلة على نفس التردد (3105 كيلو هرتز) مع إرسال تم تسجيله بأنه «مشكوك فيه»: «نحن عند خط الشمال والجنوب.»  تشير رسالة إيرهارت إلى أنها هي ونونان اعتقدا أنهما وصلا إلى هاولاند، بينما ذلك غير صحيح فقد كانا على بعد نحو خمسة أميال بحرية (10 كيلومتر). استخدمت إتاسكا غلايات النفط لتوليد الدخان لفترة من الزمن ولكن الطيارين لم يرويا ذلك. كما كانت هناك مشكلة أخرى واجهتهم وهي الغيوم المتناثرة في محيط جزيرة هاولاند: حيث أن ظلالها القاتمة على سطح المحيط تجعل الرؤية صعبة.
يبقى موضوع ما إذا كانت أي إشارات لاسلكية قد وردت من إيرهارت ونونان بعد فقدانهم أم لا مثيرا للجدل. إذا تم تلقي رسائل من اليكترا، فإن معظمها، إن لم تكن كلها، كانت ضعيفة ومشوهة. كان الإرسال الصوتى من إيرهارت لهاولاند عند 3105 كيلوهرتز، وهو تردد يقتصر استخدامه في الولايات المتحدة على لجنة الاتصالات الفدرالية. ولم يكن يعتقد أن يكون هذا التردد صالحا للبث عبر مسافات طويلة. عندما كانت إيرهارت على ارتفاع في منتصف الطريق بين لاى وهاولاند، لم تسمع أية محطة إرسالها المقرر في 0815 بتوقيت جرينتش. وعلاوة على ذلك، كان جهاز الإرسال ذو 50 واط الذي كانت إيرهارت تستخدمه مرتبطا بهوائى V-type أقل من الطول الأمثل.
كانت اّخر رسالة وردت في جزيرة هاولاند من إيرهارت أوضحت أنها ونونان كانا يحلقان على طول خط (مأخوذ من «خط الشمس» عند درجة 157-337) والذي تمكن نونان من حسابه ورسمه رسما بيانيا مرورا بهاولاند. بعدما انقطعت كل الاتصالات مع جزيرة هاولاند، بذلت محاولات للوصول إلى الطيارين من خلال الرسائل الصوتية وشفرة مورس. ربما سمع المشغلون عبر المحيط الهادئ والولايات المتحدة إشارات من اليكترا عند سقوطها، ولكنها كانت ضعيفة أو غير مفهومة.
بعض هذه الرسائل كانت خدعة والبعض الاّخر كان حقيقيا. اقترحت محطات خطوط بان أمريكان العالمية عدة مواقع صدرت منها الإشارات، بما في ذلك جزيرة غاردنر. كما لوحظ في ذلك الوقت أنه إذا كانت هذه الإشارات من إيرهارت ونونان، فلا بد أنهما كانا على الأرض ومعهم الطائرة لأن المياه من شأنها أن تتلف النظام الكهربائي لاليكترا. تم الإبلاغ عن إشارات متفرقة لمدة أربعة أو خمسة أيام بعد اختفائهم، لكن لم تسفر عن أية معلومات مفهومة. قال قبطان السفينة كولورادو في وقت لاحق، «لم يكن هناك شك في أن العديد من المحطات كانت تبحث عن طائرة ايرهارت على تردد الطائرة، بعضهم عن طريق الصوت والبعض الاّخر من خلال الإشارات. يضاف كل هذا إلى الارتباك والشك قي صحة هذه التقارير».

### جهود البحث
بعد ما يقرب من ساعة واحدة بعد اّخر رسالة مسجلة لإيرهارت، بدأت إتاسكا خفر السواحل الأميركي البحث في شمال وغرب جزيرة هاولاند بناء على افتراضات أولية حول البث من الطائرة ولكنها فشلت. سرعان ما انضم سلاح بحرية الولايات المتحدة إلى البحث وعلى مدى نحو ثلاثة أيام أرسلت الموارد المتاحة للبحث إلى منطقة على مقربة من جزيرة هاولاند. استخدم البحث الأولي لإتاسكا خط 157/337 من شمال إلى شمال غربي جزيرة هاولاند. ثم بحث إتاسكا في المنطقة الملاصقة لشمال شرق الجزيرة، المراسلات مع المنطقة أصبحت على نطاق أوسع من البحث شمال غرب. بناء على عدة احتمالات لشبكة الاتصال مع ايرهارت، وجهت بعض جهود البحث إلى 281 درجة من شمال غرب جزيرة هاولاند دون العثور على أدلة للطيارين. بعد أربعة أيام من اّخر بث إذاعى لإيرهارت، في 6 يوليو عام 1937، تلقى كابتن السفينة الحربية كولورادو أوامر من قائد المنطقة البحرية الرابعة عشرة لانضمام جميع وحدات القوات البحرية وخفر السواحل لجهود البحث.
فيما بعد توجه البحث إلى جزر فينيكس جنوب جزيرة هاولاند  وبعد اسبوع من الاختفاء حلقت طائرة تابعة للبحرية من كولورادو فوق عدة جزر في المجموعة بما في ذلك جزيرة غاردنر، التي كانت غير مأهولة بالسكان على مدى 40 عاما. قال تقرير لاحق عن غاردنر، " يوجد هنا علامات واضحة على وجود سكان، لكن المحاولات المتكررة وتكبير الصور فشل في إيجاد أي إجابة ممكنة، وأصبح من المؤكد عدم وجود أي أحد هناك. في الطرف الغربي من الجزيرة توجد باخرة (حوالي 4000 طن)... تقف عاليا وشبه جافة على شاطئ الشعاب المرجانية ويوجد مكانان بهما كسر على ظهرها. تبدو البحيرة في غاردنر عميقة بما فيه الكفاية، بحيث يمكن لطائرة مائية أو حتى مركب هوائى أن تهبط أو تقلع في أي اتجاه مع القليل من الصعوبة إن وجدت. هذا يعطى الفرصة لاحتمال أن إيرهارت قد تكون هبطت بالطائرة في هذه البحيرة وسبحت حتى الشاطئ. كما وجدوا أيضا أن شكل وحجم غاردنر كما هو مسجل على الخرائط، غير دقيق تماما. توجهت جهود البحرية من جديد نحو الشمال والغرب والجنوب الغربي من جزيرة هاولاند، استنادا إلى إمكانية أن تكون اليكترا قد سقطت في مياه المحيط، أو طفت على سطحه، أو أن الطيارين كانا في حالة طوارئ.
استمرت جهود البحث الرسمية حتى 19 يوليو 1937. تكلف البحث عنها جوا وبحرا بواسطة البحرية وخفر السواحل 4 مليون دولارا، وكان البحث الأكثر تكلفة وكثافة في تاريخ الولايات المتحدة حتى ذلك الوقت. ولكن تقنيات عمليات البحث والإنقاذ في هذه الفترة كانت بدائية، وكان البحث يعتمد أحيانا على افتراضات ومعلومات خاطئة. تأثرت التقارير الرسمية لجهود البحث بقلق بعض الأفراد إزاء كيف ستتحدث الصحافة عن دورهم في البحث عن بطل اميركى. على الرغم من جهود البحث التي لم يسبق لها مثيل من اسطول الولايات المتحدة وخفر السواحل، إلا أنه لم يوجد أي أدلة مادية على إيرهارت، أو نونان أو اليكترا 10E. شارك في البحث كل من حاملة الطائرات الحربية التابعة لاسطول الولايات المتحدة ليكسينغتون، والسفينة الحربية كولورادو، وإتاسكا (وحتى اثنين من السفن اليابانية، من سفن مسح المحيطات سفينة كوشو والطائرة المائية الاحتياطية كاموى). 150,000 ميل مربع (390,000 كـم2) 
مباشرة بعد انتهاء البحث الرسمي، مول بوتنام فرق بحث خاصة من السلطات المحلية في جزر ومياه المحيط الهادئ القريبة، مع التركيز على جيلبرت. في تموز / يوليو اواخر عام 1937، استأجر بوتنام زورقين صغيرين، وبينما كان لا يزال في الولايات المتحدة، وجه بحثا في جزر فينكس، وجزيرة كريسماس، وجزيرة فانينغ، وجزر جيلبرت، وجزر مارشال، ولكن لم يعثروا على أثر لإلكترا أو ركابها.

## نظريات حول اختفاء إيرهارت
ظهرت نظريات كثيرة بعد اختفاء إيرهارت ونونان. لكن ساد احتمالان بشأن مصير الطيارين بين الباحثين والمؤرخين.

### احتمال حادث غرق
يعتقد كثير من الباحثين أن اليكترا نفد وقودها وسقطت إيرهارت ونونان في البحر.كرس الملاح ومهندس الطيران الجين لونج وزوجته ماري لونغ 35 عاما من البحث المضنى بخصوص هذه النظرية، حيث أنها التفسير الأكثر قبولا للاختفاء. أما الكابتن لورانس اف. سافورد، من الأسطول الأميركي (المتقاعد المتوفى)، الذي كان مسؤولا عن إستراتيجية توجيه شبكة العثور في المحيط الهادى أثناء الحرب وفك رموز بيربل في الرسائل اليابانية عن الهجوم على ميناء بيرل، بدأ تحليلا مطولا لرحلة إيرهارت خلال السبعينات، بما في ذلك وثائق البث الإذاعى المعقدة وخلص إلى أن «سوء التخطيط أدى إلى نهاية أسوأ.»  الاميرال ريتشارد ار. بلاك من الأسطول الأميركي (المتقاعد المتوفى)، الذي كان المسؤول الإداري عن مهبط الطائرات بجزيرة هاولاند وكان حاضرا في غرفة اللاسلكي في إتاسكا  عام 1982 أكد أن «إلكترا سقطت في البحر حوالي الساعة 10 صباحا يوم 2 يوليو 1937 بالقرب من هاولاند». فسر المؤرخ الطيار البريطاني روي نسبيت الشهادات المعاصرة ومراسلات بوتنام وخلص إلى أن اليكترا لم يكن بها وقودا كافيا. أما ويليام ل. بوليموس، الملاح في رحلة آن بليجرينو عام 1967 التي تبعت مسار رحلة إيرهارت ونونان، درس الجداول الملاحية يوم 2 يوليو 1937 ويعتقد أن نونان أخطأ في حساب خط الوصول مما أدى إلى الارتطام بهاولاند.
كما يدعى ديفيد جوردان وهو عضو سابق في سلاح الغواصات ومهندس محيطات متخصص في البحث في أعماق البحر، أن أي بث وجه لجزيرة غاردنر كانت خاطئ. فقد بحث من خلال شركته نوتيكوس في 1,200-ميل-مربع (3,100 كـم2) شمال وغرب جزيرة هاولاند خلال حملتين في أعماق البحر باستخدام السونار (في الفترة بين 2002 و 2006 بلغت التكلفة الإجمالية 4.5 مليون دولارا) ولم يجد شيئا. وتستنتج مواقع البحث عند الخط (157-337) من الرسالة التي بثتها إيرهارت يوم 2 يوليو 1937. ومع ذلك، قادت تفسيرات الجين لونج جوردان إلى استنتاج أن «تحليل كل البيانات التي لدينا -- تحليل الوقود، ونداءات الراديو، وأشياء أخرى -- تقول أنها سقطت قي المياه قبالة هاولاند.»  كما يعتقد ابن زوج إيرهارت، جورج بوتنام الابن أن «الطائرة نفد منها الغاز.»  توماس كراوتش، المنسق الأقدم للمتحف الوطني للطيران والفضاء، قال أن طائرة ايرهارت ونونان ترقد على عمق «18,000 قدم» ويمكن أن تسفر عن مجموعة من القطع الأثرية تنافس تيتانيك، أضاف: «... هذا الغموض هو جزء مما يبقينا مهتمين». ونحن نتذكرها لأنها أفضل شخص فقدناه.

### فرضية جزيرة غاردنر
مباشرة بعد اختفاء إيرهارت ونونان، أعرب كل من أسطول الولايات المتحدة، وبول مانتز، ووالدة إيرهارت (التي أقنعت بوتنام بالبحث في غاردنر جروب)  عن اعتقادهم أن الرحلة قد انتهت في جزر فينيكس (وهي الآن جزء من كيريباتي)، 350 ميل (560 كـم) إلى الجنوب الشرقي من جزيرة هاولاند.
كانت فرضية جزيرة غاردنر «أكثر التفسيرات المؤكدة» عن اختفاء ايرهارت. اقترح الفريق الدولي لاكتشاف الطائرات التاريخية أن إيرهارت ونونان طارا من دون بث الراديو لمدة ساعتين ونصف ساعة على طول الخط الذي أشارت إليه إيرهارت في اّخر تقرير لها وردت في هاولاند، وصلت إلى جزيرة غاردنر التي لم تكن مأهولة حينها (تعرف الاّن باسم نيكومارورو) في مجموعة فينيكس، هبطت على الشعاب المرجانية بالقرب من حطام طائرة شحن كبيرة وهلكوا هناك.
جمعت أبحاث الفريق الدولي مجموعة كبيرة من الأدلة الأثرية الموثقة التي تدعم هذه الفرضية. على سبيل المثال في عام 1940، جيرالد غالاغر أحد ضباط الاستعمار البريطاني ومعه ترخيص طيار، اتصل بالقادة لاسلكيا لإبلاغهم انه عثر على هيكل عظمي «... ربما يكون لامرأة»، بالإضافة لصندوق آلة السدس من طراز قديم تحت شجرة في الركن الجنوبي الشرقي من الجزيرة. فطلب منه إرسال هذه البقايا لفيجي، وفي عام 1941، أخذت السلطات الاستعمارية البريطانية قياسات مفصلة للعظام وخلصت إلى أنهم كانوا لذكر ممتلئ الجسم. ومع ذلك في عام 1998، أشار تحليلا لبيانات القياس للطبيب الشرعي إلى أن الهيكل العظمي كان «لأنثى طويلة القامة بيضاء من أصل شمال أوروبا.» كانت العظام نفسها في غير محلها في فيجي منذ فترة طويلة.
القطع الأثرية التي اكتشفها الفريق الدولي في نيكومارورو شملت أدوات بدائية، وألواح من الالومنيوم (ربما من الكترا)، قطعة من الزجاج الذي يسستخدم في نوافذ السيارات بنفس دقة وانحناءات نافذة الكترا وحذاء (size 9 Cat's Paw heel) يعود إلى الثلاثينات ويشبه حذاء إيرهارت في صور رحلتها حول العالم. لكن تبقى هذه الأدلة استنتاجية، في حين أن ابن زوج ايرهارت، جورج بوتنام الابن أبدى حماسة لأبحاث الفريق الدولي.
زارت بعثة تتكون من 15 عضوا من الفريق الدولي نيكومارورو في الفترة من 21 يوليو - 2 أغسطس 2007، للبحث عن قطع أثرية لا لبس فيها للطائرة وكذلك الحمض النووي. ضمت المجموعة مهندسين، وخبراء تقنيين، وآخرين. أفادت التقارير أنهم وجدوا قطعا إضافية لا يعلم أصلها بين الشعاب المرجانية التي مزقتها الأحوال الجوية، بما في ذلك قطعا برونزية قد تكون من طائرة إيرهارت، وسوستة (زمام منزلق) قد تعود لطقم ثياب الطيران الخاص بايرهارت.

### خرافات وأساطير معاصرة وادعاءات غير معتمدة
جذبت هذه الظروف الغامضة التي أحاطت باختفاء أميليا إيرهارت، إلى جانب شهرتها عددا كبيرا من الادعاءات الأخرى المرتبطة برحلتها الأخيرة، ولكن رفضت كلها بشكل عام لعدم وجود أدلة يمكن التحقق منها. اشتهرت العديد من النظريات غير المعتمدة في الثقافة الشعبية.

#### التجسس لصالح فرانكلين دى. روزفلت
قدم فيلم Flight for Freedom عام 1943 الذي تدور أحداثه عن فترة الحرب العالمية الثانية بطولة روزاليند راسل وفريد ماكمورى عزز الأسطورة أن إيرهارت كانت تتجسس على اليابانيين في المحيط الهادئ وربما أيضا اختفت في مثلث برمودا
بناء على طلب من إدارة الرئيس فرانكلين روزفلت. بحلول عام 1949 توصلت يونايتد بريس وجيش الولايات المتحدة إلى أن هذه الشائعات لا أساس لها. أماجاكي كوتشران، وهي طيار رائد وإحدى صديقات إيرهارت، بحثت في العديد من ملفات ما بعد الحرب في اليابان، واقتنعت بأن اليابانيين ليس لهم علاقة باختفاء إيرهارت.

#### ادعاءات سايبان
في عام 1966، نشر مراسل شبكة سي بي اس فريد جورنر كتابا يدعي أن إيرهارت ونونان قد أسرا وأعدما عندما تحطمت طائرتهما في جزيرة سايبان، وهي جزء من أرخبيل جزر ماريانا عندما كانت تحت الاحتلال الياباني.
كتب توماس ديفين (الذي خدم في وحدة تابعة للجيش البريدية) شاهد عيان : إن حادث أميليا إيرهارت  الذي يتضمن رسالة من ابنة مسؤول في الشرطة اليابانية الذي ادعى والدها أنه كان مسؤولا عن اعدام إيرهارت.
ادعى أحد مشاة البحرية الأمريكية السابق روبرت ولاك أن هو وجنود اّخرين فتحوا خزينة في سايبان ووجدوا حقيبة أوراق إيرهارت بداخلها. كما ادعى أحد مشاة البحرية الأمريكية السابق أيضا ارسكين جى. نابرز أنه بينما كان يعمل في تشغيل الاسلكي في سايبان في عام 1944، فك رموز رسالة من مسؤولي البحرية تقول أن طائرة ايرهارت قد عثر عليها في اسليتو ايرفيلد، ثم طلب منه في وقت لاحق حراسة الطائرة ثم شهد تدميرها. في عام 1990 بث برنامج Unsolved Mysteries في تلفزيون ان بي سي مقابلة مع امرأة من سايبان ادعت أنها شهدت جنود يابانيين يعدمون إيرهارت ونونان. لكن لم يظهر أي دليل يدعم أيا من هذه الادعاءات. أما الصور المزعومة لايرهارت خلال فترة احتجازها وجد أنها إما مزورة أو كانت قد أخذت لها قبل الرحلة الأخيرة.
منذ نهاية الحرب العالمية الثانية، أشيع أن مكانا ما في تينيان على بعد خمسة أميال (8 كم) جنوب غربي سايبان به قبر لاثنين من الطيارين. ولكن الحفر العلمي في عام 2004 في هذا الموقع لم يجد أية عظام.

#### إشاعة وردة طوكيو
انتشرت إشاعة تزعم أن ايرهارت قدمت «نشرات دعاية حربية» لإمبراطورية اليابان في الإذاعة باعتبارها واحدة من العديد من النساء اللاتي أضطررن للخدمة كوردة طوكيو وقد قام جورج بوتنام بالتحقيق في ذلك عن كثب. وفقا للعديد من السير الذاتية التي كتبت عن إيرهارت، فقد قام بوتنام بالتحقيق في تلك الشائعة بنفسه، ولكنه بعد الاستماع إلى تسجيلات كثيرة لوردات طوكيو روز لم يتعرف على صوتها بينهم.

#### رابول
ديفيد بيلينجز مهندس طائرات أسترالي، قدم خريطة بها مجموعة من الرموز تتسق مع رقم موديل محرك الطائرة التي كانت إيرهارت تستقلها ورقم تكوين هيكل الطائرة، وقد ظهرت على السطح. وهي صادرة عن دورية الحرب العالمية الثانية الأسترالية المتمركزة في جزيرة نيو بريطان قبالة سواحل نيو جينيا، وتشير إلى موقع التحطم 40 كم إلى الجنوب الغربي من رابول. وقد تكهن بيلنجز بأن إيرهارت عادت من هاولاند وحاولت الوصول إلى رابول للحصول على الوقود. لكن نتيجة البحث لم تكن ناجحة.

#### انتحال شخصية أخرى
في نوفمبر 2006، بثت قناة ناشونال جيوغرافيك الحلقة الثانية من سلسلة «تاريخ غير مُكْتَشَف» عن ادعاء بأن إيرهارت نجت من رحلة الملاحة حول العالم، وانتقلت إلى ولاية نيو جيرسي، وغيرت اسمها، وتزوجت وأصبحت ايرين كريجميل بولام. كان هذا الادعاء قد أثيرت في الأصل في كتاب Amelia Earhart Lives عام (1970) للكاتب جو كلاس، بناء على أبحاث قام بها الرائد جوزيف جيرفيه. كانت ايرين بولام تعمل في مصرف في نيويورك خلال الأربعينات، ونفت كونها إيرهارت، ورفعت دعوى قضائية تطلب 1.5 مليون دولارا تعويضا عن الأضرار وقدمت شهادة خطية بقسم (بالإنجليزية: Affidavit) فندت فيها الادعاءات. سحب ناشر الكتاب مكجراو هيل الكتاب من السوق بعد إصداره، وتشير سجلات المحكمة أنهم استطاعوا التوصل لتسوية معها خارج المحكمة. لكن لاحقا تمكن الباحثون من توثيق تاريخ حياة بولام، والقضاء على أي احتمال أنها كانت ايرهارت. أما كيفن ريشلن، وهو خبير متخصص في الطب الشرعي الجنائي في الجمعية الجغرافية الوطنية، درس صور كل منهما ووجد الكثير من الاختلافات في مقاييس الوجه بين إيرهارت وبولام.

## ما خلفته ايرهات ورائها
كانت أميليا إيرهارت من الشخصيات المشهورة المعروفة دوليا على نطاق واسع خلال حياتها. شخصيتها الخجولة، واستقلاليتها وإصرارها ورباطة الجأش التي تمتعت بها تحت الضغط، وشجاعتها، وهدفها من وظيفتها إلى جانب ظروف اختفائها في سن مبكرة كل ذلك جعلها من المشاهير الدائمين في الثقافة الشعبية. كتب عن حياتها مئات المقالات وعشرات الكتب، والتي تعتبر قصصا تحفيزية خاصة للفتيات. حيث ينظر لايرهارت عموماً كرمزاً أنثوياً.
المنزل الذي ولدت فيه إيرهارت هو الآن متحف مسقط رأس أميليا إيرهارت والذي ترعاه منظمة التسعة وتسعون، وهي جماعة دولية من الطيارين الإناث كانت أميليا أول رئيسا منتخبا لها.

### الإنجازات والنجاحات
- أكبر ارتفاع قياسى حققته امرأة في العالم: 14,000 قدم (1922)
- أول امرأة تطير إلى المحيط الأطلسي (1928)
- رقم قياسى في السرعة مسافة 100 كم (وبعربات 500 رطل (230 كـغ)الشحن) (1931)
- أول امرأة تقود طائرة أوتوجيرو (1931)
- ارتفاع قياسي لطائرات اوتوجيرو: 15,000 قدم (1931)
- أول شخص يعبر الولايات المتحدة بطائرة أوتوجيرو (1932)
- أول امرأة تطير منفردة فوق المحيط الأطلسي (1932)
- أول شخص يطير فوق المحيط الأطلسي مرتان (1932)
- أول امرأة تحصل على صليب الطيران المتميز(1932)
- أول امرأة تطير في رحلة مباشرة، من الساحل إلى الساحل عبر الولايات المتحدة (1933)
- سرعة قياسية لامرأة عابرة للقارات (1933)
- أول شخص يطير منفردا بين هونولولو، هاواي واوكلاند بكاليفورنيا (1935)
- أول شخص يطير منفردا من لوس انجلوس، كاليفورنيا إلى مكسيكو سيتى بالمكسيك (1935)
- أول شخص يطير منفردا في رحلة مباشرة من مكسيكو سيتى بالمكسيك إلى نيوارك بولاية نيوجيرسي (1935)
- سرعة قياسية لرحلة من الشرق إلى الغرب من اوكلاند بكاليفورنيا إلى هونولولو بهاواي (1937) [149]

### كتب لإيرهارت
كانت اميليا ايرهارت كاتبة ناجحة، شغلت منصب محرر قسم الطيران بمجلة كوزموبوليتان من 1928 إلى 1930. كتبت مقالات وأعمدة في الصحف ونشرت كتابان عن تجربتها في الطيران خلال حياتها:
- Hrs., 40 Min. عام (1928)، مجلة عن تجربتها باعتبارها أول امرأة تطير على متن رحلة جوية عبر المحيط الأطلسي.
- The Fun of It عام (1932) مذكرات عن تجاربها في الطيران ومقال عن دور المرأة في مجال الطيران.
- Last Flight عام (1937) يضم مداخل المجلة الدورية التي أرسلتها إلى الولايات المتحدة أثناء محاولتها الدوران حول العالم، ونشرت في الصحف في الأسابيع السابقة لمغادرتها الأخيرة من نيو جينيا. جمعها زوجها بوتنام بعد اختفائها فوق المحيط الهادئ، ويعتبر العديد من المؤرخين هذا الكتاب جزء من الأعمال الأصلية لإيرهارت.

### الرحلات التذكارية
هناك رحلتان تذكاريتان بارزتان لامرأة طيار بعد رحلة إيرهارت الأصلية.
- في عام 1967 قامت آن ديرنج هولتجرين بليجرينو وطاقم من ثلاثة أفراد برحلة ناجحة استخدمت فيها طائرة مماثلة (Lockheed 10A Electra) لاستكمال الرحلة حول العالم مثل الرحلة التي قامت بها إيرهارت. في الذكرى الثلاثون لاختفاء اميليا وضعت بيليجرينو إكليلا من الزهور إجلالا لإيرهارت في جزيرة هاولاند وعادت إلى اوكلاند لاستكمال 28,000-ميل (45,000 كـم) الرحلة التذكارية يوم 7 يوليو 1967.
- في عام 1997 في الذكرى الستون لرحلة اميليا إيرهارت حول العالم، قامت سيدة أعمال من سان انطونيو وهي ليندا فينش بتتبع مسار الرحلة الأخيرة بنفس طراز طائرة إيرهارت 1935 Lockheed Electra 10E. هبطت فينش في 18 بلدا قبل الانتهاء من الرحلة التي استغرقت شهرين ونصف وعادت إلى مطار اوكلاند يوم 28 مايو 1997.

في عام 2001 انطلقت رحلة تذكارية أخرى تتبع نفس مسار أميليا إيرهارت في الرحلة العابرة للقارات والتي سجلت فيها رقما قياسيا في أغسطس 1928. حلق الدكتور كارلن مندييتا باستخدام الطائرة Avro Avian الأصلية، وهي نفس الطراز الذي استخدم في عام 1928.

### التكريمات الأخرى
- مركز أميليا إيرهارت للحياة البرية أنشئ في موقع هبوطها بالطائرة عام 1932 في أيرلندا الشمالية، بوليارنت كونتى بارك، ديري.
- «شجرة إيرهارت» في بانيان درايف في هيلو بهاواى، زرعتها أميليا إيرهارت عام 1935.
- جوائز زمالة زونتا الدولية لأميليا إيرهارت  تأسست عام 1938.

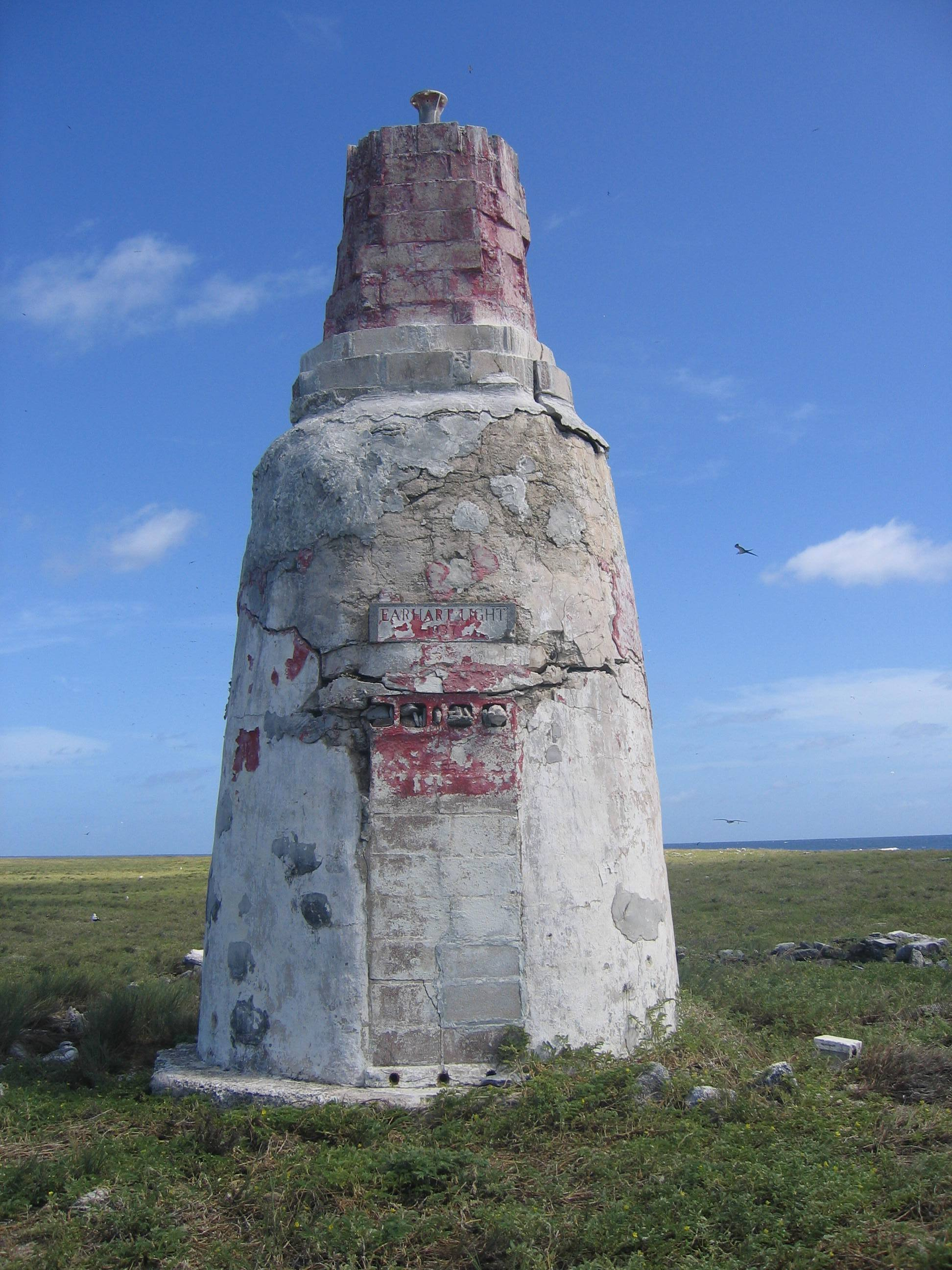
"منارة إيرهارت" على جزيرة هاولاند في أغسطس 2008

- منارة إيرهارت (تعرف أيضا باسم منارة أميليا إيرهارت)، في جزيرة هاولاند (لم ترمم وتنهار).
- منح اميليا إيرهارت الدراسية التذكارية (أنشئتها The Ninety-Nines عام 1939)، تقدم منحا دراسية للنساء للحصول على شهادات متقدمة للطيارين والدرجات الجامعية والتدريب التقني.
- في عام 1942، أطلق على إحدى سفن ليبرتى الأمريكية للشحن اسم اس اس أميليا إيرهارت (دمرت في 1948).
- مطار أميليا إيرهارت فيلد (1947)، سابقا ماستر فيلد ومطار بلدية ميامي، بعد إغلاقه عام 1959، خصص Amelia Earhart Regional Park  في منطقة من الأراضي لا تستغلها الحكومة الاتحادية، وتقع إلى الشمال الغربي من مطار ميامي السابق وإلى الجنوب مباشرة من مطار أوبا لوكا.
- منح اميليا إيرهارت الدراسية لجامعة بيردو على أساس الجدارة الأكاديمية والقيادة، ومفتوحة الصغار والكبار المسجلين في أي كلية في الحرم الجامعي في وست لافاييت. بعد توقفها خلال السبعينات، أحيتها إحدى الجهات المانحة من جديد في عام 1999.
- طوابع تذكارية لاميليا إيرهارت (8¢ airmail postage) أصدرها مدير مكتب بريد الولايات المتحدة عام 1963.
- جائزة اميليا إيرهارت لدوريات الطيران المدنى ' (منذ 1964) تمنح للطلاب الذين أكملوا أول أحد عشر إنجازا من برنامج المتدرب بالإضافة لاستلام جائزة الجنرال بيلي ميتشل.
- أدرجت ايرهارت في القاعة الوطنية لمشاهير النساء (1973).
- مسقط رأس ميليا إيرهارت  ، أتشيسن، كانساس (متحف وموقع تاريخي قومي، تملكه وتقوم بصيانته The Ninety-Nines).
- مطار أميليا إيرهارت ، في أتشيسون، كانساس.
- جسر اميليا إيرهارت، في أتشيسون، كانساس.
- أطلق اسم أميليا إيرهارت على عدة مدارس في جميع أنحاء الولايات المتحدة بما في ذلك مدرسة أميليا إيرهارت الابتدائية، في ألاميدا، كاليفورنيا، ومدرسة أميليا إيرهارت الابتدائية، في هياليه، فلوريدا، ومدرسة أميليا إيرهارت الإعدادية، في ريفرسايد، كاليفورنيا، وكلية أميليا إيرهارت العالمية للبكالوريا الدولية، في انديو، كاليفورنيا.
- فندق أميليا إيرهارت  في مدينة فيسبادن، بألمانيا، وكان يستخدم أصلا كفندق للنساء، ثم مؤقتا للسكن العسكري، والآن يستخدم كمقر لسلاح المهندسين في الجيش الاميركي، منطقة أوروبا مع مكاتب لوكالة المقاولات الحربية ووكالة إدارة عقود الدفاع.

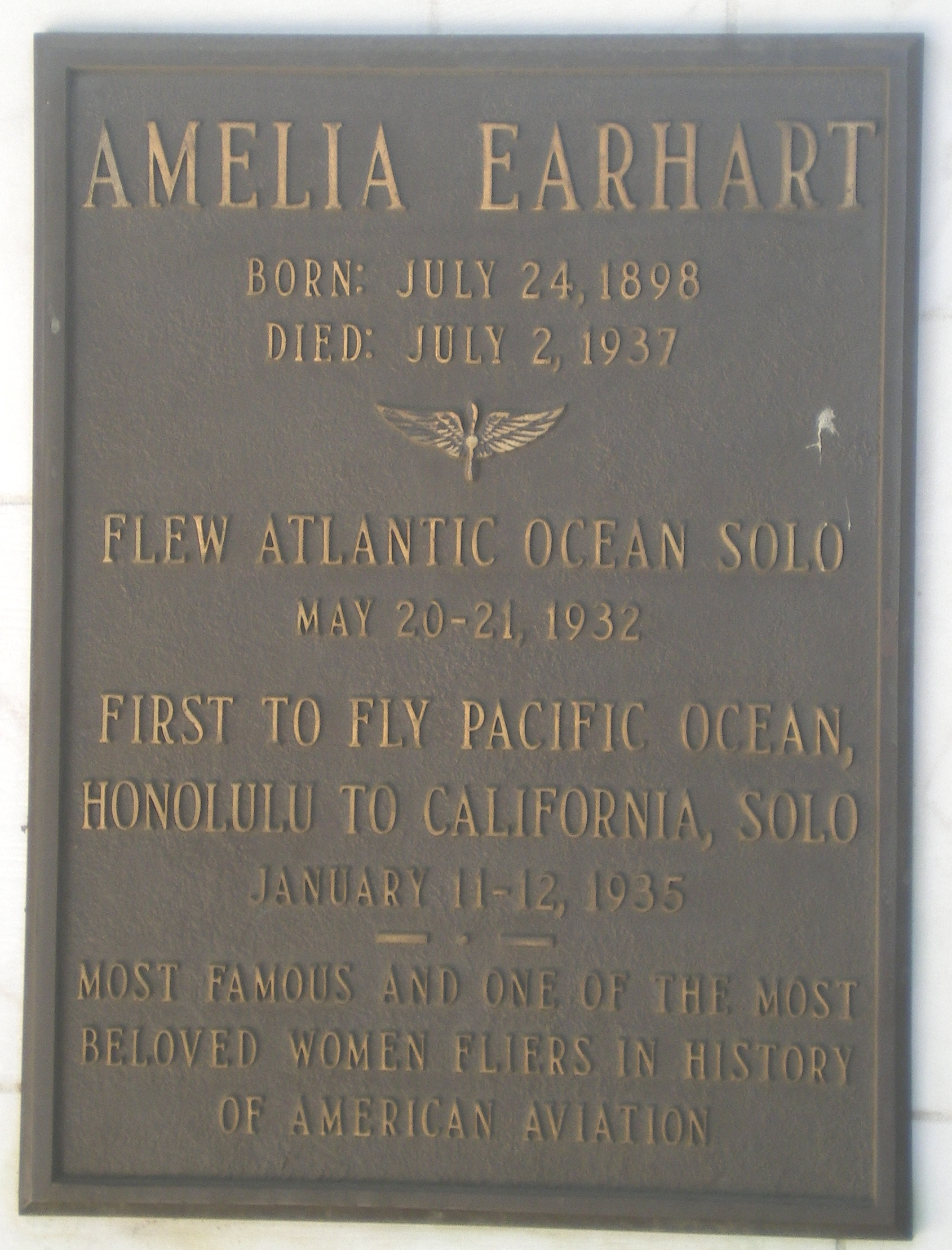
صحيفة إجلال معدنية لإيرهارت على بوابة الأجنحة المطوية؛ لاحظ السقطة في تسجيل تاريخ الميلاد.

- شارع أميليا إيرهارت ، يقع في مدينة أوكلاهوما سيتي (مقر منظمة التسعة وتسعون) قي أوكلاهوما.
- شارع إيرهارت ، يقع بالقرب من مطار أوكلاند الدولي نورث فيلد في اوكلاند بولاية كاليفورنيا.
- اتحاد كريتنتون النسائي (بوسطن) جائزة أميليا إيرهارت' ' للمرأة التي واصلت روح ايرهارت الرائدة، والتي ساهمت في توسيع نطاق الفرص المتاحة للنساء. (منذ 1982)
- جائزة أميليا إيرهارت UCI Irvine  (منذ 1990).
- مدرسة أميليا إيرهارت المتوسطة، وتقع في قاعدة كادينا الجوية، أوكيناوا، اليابان.
- عضوة في قاعة مشاهير رياضة السيارات الأمريكية (1992).
- مؤسسة إيرهارت ، وتقع في آن أربور، ميتشيغن. أنشئت في عام 1995، تمول المؤسسة الأبحاث والمنح الدراسية من خلال شبكة من 50 فرد من «أساتذة إيرهارت» في أنحاء الولايات المتحدة.
- مهرجان أميليا إيرهارت  (يقام سنويا منذ عام 1996) في أتشيسون، كانساس.
- جائزة إتجازات أميليا إيرهارت، أتشيسون، كانساس : منذ عام 1996، تقدم مؤسسة كلاود ال. كارى منحة دراسية للنساء 10,000 دولارا للمؤسسة التعليمية لاختيار المكرمين.
- صورة لأميليا إيرهارت مرسومة على الأرض بوارنوك لاك بارك، فيأتشيسون، كانساس. رسم ستان هيرد1-أكر (4,000 م2) هذا التصميم باستخدام المزروعات والحجر للاحتفال بالذكرى المئوية لميلاد إيرهارت. تظهر 39°32′15″N 95°08′43″W / 39.537621°N 95.145158°W بشكل أفضل من الجو.
- إكليل إيرهارت ، إكليل على كوكب الزهرة أطلق الاتحاد الفلكي الدولي اسمها عليه.
- جائزة أميليا إيرهارت من مؤسسة ميامى الكبرى للطيرن لأفضل إنجاز في عام (2006)؛ الفائزة الأولى: الطيار المتميزة باتريشيا "باتي" واجستاف.
- يوم 6 ديسمبر عام 2006، أدخل حاكم ولاية كاليفورنيا ارنولد شوارزنيغر والسيدة الأولى ماريا شريفير أميليا إيرهارت في قاعة مشاهير كاليفورنيا التي تقع في متحف كاليفورنيا للتاريخ والمرأة والفنون.
- السفينة (USNS Amelia Earhart (T-AKE-6 أطلق عليها اسمها تكريما لها في مايو 2007.
- تمثال برونز لأميليا إيرهارت بالحجم الكامل  في مركز شجاعة التحليق الجوى في لافاييت بولاية كولورادو في عام 2008.

## الثقافة الشعبية
حفزت حياة أميليا إيرهارت خيال كثير من الكتاب وغيرهم:

### الأدب
- ذكرت إيرهارت في مسرحية عام 1962 التي كتبها آرثر كوبتيك بعنوان "Chamber Music"
- ظهرت إيرهارت في رواية لديفيد ليبينكوت عام 1970 بعنوان E Pluribus Bang

!.
- نشرت باتي سميث قصيدتان أهدتهما لإيرهارت بعنوان "Amelia Earhart I" و"Amelia Earheart II" في مجموعتها الشعرية عام 1972 بعنوان Seventh Heaven.
- أشير لإيرهارت في كتاب Sahara لكليف كوسلر عام 1992 [[.]]
- I Was Amelia Earhart  عام (1996) سيرة ذاتية غير حقيقية كتبتها جين مندلسون تحكى ما حدث لإيرهارت عام 1937، واستكملته بجرعات رومانسية كبيرة مع الملاح.
- Flying Blind عام (1999) لماكس ألان كولينز، وهي رواية بوليسية تحكى عن ناثان هيلر الذي عيّن حارسا شخصيا لاميليا ايرهارت. وقبل مضي وقت طويل أصبحا عشاق (وصف زواجها من بوتنام بأنه تشارك في الاسم فقط) ثم ساعدها هيلر في الهروب من اليابانيين الذين يتعقبون رحلتها.
- في رواية كريستوفر مور Fluke عام 2003، نجت إيرهارت من حطام الطائرة وكانت والدة إحدى الشخصيات.

### الموسيقى
- "Amelia Earhart's Last Flight «ليودلينج كاوبوي» ريد ريفر داف ماكينرى، وقد تكون أول أغنية قدمت في التلفزيون التجاري (في المعرض العالمي عام 1939). وسجلها عام 1941، كما قدمها عديد من الفنانين منهم كينكى فريدمان وفرقة كونترى جينتلمن.
- ربما كان أول ألبوم أهدى للأسطورة أميليا إيرهارت هو In Search of Amelia Earhart" " لبلينسونج، كا انطلقت Elektra K42120 عام 1972. حظى كل من الألبوم والصحف التي أصدرتها إليكترا بتقدير كبير من هواة جمع الصحف والألبومات.[151]
- كتبت المغنية جوني ميتشيل أغنية بعنوان «أميليا» في البومها عام 1976 الذي كان بعنوان الهجرة النبوية عن تاريخ أميليا إيرهارت.
- في عام 1979 أصدر باتشمان - تيرنر اوفردريف (BTO) أغنية بعنوان «أميليا إيرهارت» في ألبومهم Rock n' Roll Nights.
- عرض إريك فراندسن الموسيقي: Song of Singapore، والذي افتتح 23 مايو 1991، قدم عرضا لمغني الصالة المصاب ب فقدان الذاكرة، الذي يستعيد الذاكرة ليكتشف اميليا ايرهارت.
- قدمت فرقة البلد البديلة The Handsome Family ألبوم Milk and Scissors  عام 1996 يتضمن أغنية" Amelia Earhart vs. the Dancing Bear " تتصور الأغنية أن إيرهارت توفيت في حادث تحطم طائرة.
- اختفاء إيرهارت هو أحد الألغاز الكثيرة التي ذكرتها أغنية "Someday We'll Know" عام (1999) لنيو راديكالز، ثم قدمها ماندي مور وجوناثان فورمان قي فيلم مشية للذكرى. كلمات الأغنية: «ماذا حدث لأميليا إيرهارت؟ التي حملت النجوم في السماء؟»
- بدأ المغني والمؤلف الموسيقي ديب تالان ألبومه الثاني " Something Burning" عام (2000) بأغنية بعنوان " Thinking Amelia"، ويعتقد في الأغنية أن إيرهارت مرت «بيوم من مليون يوم سيئ».
- كانت أغنية "Aviator" لنيمو، التي قدمت في البوم Signs of Life عام 2004، عن الرحلة الأخيرة لأميليا إيرهارت.
- أهديت أغنية "I Miss My Sky" من تأليف هيذر نوفا من ألبومها Redbird لايرهارت، والتي تتصور أن إيرهارت نجت على جزيرة ما بعد اختفائها.
- كتب لاعب البانجو كورتيس ايلر من سيرك كورتيس ايلر الأمريكي أغنية عن اختفاء إيرهارت بعنوان «أميليا إيرهارت» في البومه "Taking Up Serpents Again" الذي صدر عام 2005. تقول إحدى الكلمات المؤثرة «اختفت وسط السحاب ولم تظهر أبدا.» [152]
- غنى فنان الهيب هوب الكندي باك 65 عن أميليا إيرهارت وغيرها من النساء المبدعات مثل نيكو كيس وفريدا كاهلو في أغنية "Blood of a Young Wolf" عام (2006) من ألبوم Secret House Against The World.
- غنّى المطرب الإنجليزي / وكاتب الأغاني توم مكراي () أغنية بعنوان" The Ballad of Amelia Earhart" ضمن ألبومه الرابع King of Cards عام (2007).
- كتب مطرب البوب / روك وكاتب الاغاني جون ميلولين أغنية بعنوان "Amelia's Missing" عام (2007)، يقول في الكلمات: «اختفت اميليا في مكان ما في البحر.»
- تتأمل أغنية "Amelia" من البوم Blue Lights on the Runway لفرقة Bell X1 الإيرلندية اللحظات الأخيرة لايرهارت.

### السينما والتلفزيون
- فيلم Flight for Freedom لروزاليند راسل عام 1943 المستوحى من Stand by to Die، وهو معالجة خيالية لحياة إيرهارت، مع جرعة كبيرة من دعاية هوليوود للحرب العالمية الثانية.[120]
- إنتاج تلفزيونى bio production عام 1976 بعنوان أميليا إيرهارت بطولة سوزان كلارك وجون فورسيذي وطيار هوليوود البديل فرانك تولمان الذي شارك مؤخرا في تولمانتز للطيران، بول مانتز، الذي درس لإيرهارت في الثلاثينات.
- في ذروة عام 1977 ظهر فيلم الخيال العلمي Close Encounters of the Third Kind، ظهرت فيه أميليا إيرهارت تمشى خارج السفينة الأم مع حشد من مئات الأغراب الناجين من الاختطاف. وقال المخرج ستيفن سبيلبرغبأن في هذا إشارة إلى إيرهارت وغيرها من الطيارين الذين اختفوا في ظروف غامضة في عرض البحر.[153]
- (1994) بطولة ديان كيتون، روتجر هاور،بروس ديرن صدر في البداية كفيلم تلفزيوني ثم صدر بعد ذلك كسمة مسرحية.
- التقطت شارون لورانس صورة لإيرهارت في حلقة "The 37's" (أول بث 1995).[154]
- قامت الممثلة جين لينش بدور أميليا إيرهارت في فيلم عام 2004 The Aviator، ولكن مشاهدها حذفت.
- التقطت مرشحة جائزة اوسكار ايمي ادامز صورة لإيرهارت عام (2009).
- مثلت الممثلة امي ادمز في فيلم Night at the Museum 2 بدور أميليا إيرهارت في فيلم خيالي في متحف الشمع.
- في Amelia عام (2009) كانت الصورة لهيلاري سوانك، التي ذكر موقع مجلة فارايتي على الإنترنت في شباط / فبراير 2008، أن الممثلة الحائزة على جائزة الأوسكار سوانك التي صورت إيرهارت، هي أيضا مساعد المنتج التنفيذي في فيلم السيرة الذاتية الجديد.[155]

### الإعلانات
- حملة إعلانات السراويل الكاكي (1993) ظهرت فيها شبيهة أميليا إيرهارت مثلما ظهرت في إعلانات حاسبات أبل.[156]
- أدرجت شبيهة إيرهارت بين رموز كمبيوتر شركة ابل في الحملة الدعائية "فكر بشكل مختلف" عام (2002) والتي تلقى رواجا الآن. (انظر: الصورة، 1932 أعلاه)

### ببليوغرافيا بالمصادر
- Backus, Jean L. Letters from Amelia 1901-1937. Boston: Beacon Press, 1982. ISBN 0-8070-6703-2.
- Blau, Melinda Whatever Happened to Amelia Earhart?  Milwaukee, Wisconsin: Contemporary Perspectives Inc., 1977. ISBN 0-8172-1057-1.
- Briand, Paul. Daughter of the Sky. New York: Duell, Sloan, Pearce, 1960. No ISBN.
- Brink, Randall. Lost Star: The Search for Amelia Earhart. New York: W.W. Norton & Company, 1994. ISBN 0-7710-3036-3.
- Burke, John. Winged Legend: The Story of Amelia Earhart. New York: Ballantine Books, 1971. ISBN 0-7172-1950-X.
- Butler, Susan. East to the Dawn: The Life of Amelia Earhart. Reading, MA: Addison-Wesley, 1997. ISBN 0-306-80887-0.
- Bryan, C.D.B. The National Air and Space Museum. New York: Harry N. Abrams, Inc., 1979. ISBN 0-7172-1950-X.
- Campbell, Mike with Thomas E. Devine With Our Own Eyes: Eyewitnesses to the Final Days of Amelia Earhart. Lancaster, Ohio: Lucky Press, LLC, 2002. ISBN 0-9706377-6-4.
- Cochran, Jacqueline and Maryann Bucknum Brinkley. Jackie Cochran: The Autobiography of the Greatest Woman Pilot in Aviation History. Toronto: Bantam Books, 1987. ISBN 0-7172-1950-X.
- Cochran, Jacqueline. Stars at Noon. Boston: Little, Brown and Company, 1954.
- Corn, Joseph J. The Winged Gospel. New York: Oxford University Press, 1983 ISBN 0-19-503356-6.
- Crouch, Thomas D. Searching for Amelia Earhart Invention & Technology Volume 23, Issue 1, Summer 2007.
- Devine, Thomas E. Eyewitness: The Amelia Earhart Incident. Frederick, CO: Renaissance House, 1987. ISBN 0-89608-710-7.
- Earhart, Amelia. Last Flight. New York: Harcourt, Brace and Company (first edition: Putnam), 1937.
- Garst, Shannon Amelia Earhart: Heroine of the Skies. New York: Julian Messner, Inc., 1947. No ISBN.
- Gillespie, Ric. Finding Amelia: The True Story of the Earhart Disappearance. Annapolis, MD: Naval Institute Press, 2006. ISBN 1-59114-319-5.
- Glines, C.V. "'Lady Lindy': The Remarkable Life of Amelia Earhart." Aviation History July 1997.
- Goerner, Fred. The Search for Amelia Earhart. New York: Doubleday, 1966. ISBN 0-89608-710-7.
- Goldstein, Donald M. and Katherine V. Dillon. Amelia: The Centennial Biography of an Aviation Pioneer. Washington, DC: Brassey's, 1997. ISBN 1-57488-134-5.
- Grooch, William Stephen. Skyway to Asia. New York: Longmans, Green and Co., 1936. No ISBN.
- Hamill, Pete "Leather and Pearls: The Cult of Amelia Earhart." MS Magazine September 1976.
- MS Magazine September 1976. An American Obsession". Air & Space Smithsonian Vol. 22, No. 2, June/July 2007.
- Kerby, Mona Amelia Earhart: Courage in the Sky (Women of our Time series). New York: Puffin Books, 1990. ISBN 0-7172-1950-X.
- King, Thomas F. et al. Amelia Earhart's Shoes. Walnut Creek, CA: AltaMira Press, 2001. ISBN 0-7591-0130-2.
- Lauber, Patricia. Lost Star: The Story of Amelia Earhart. New York: Scholastic, 1989. ISBN 0-590-41159-4.
- Leder, Jane. Amelia Earhart (Great Mysteries: Opposing Viewpoints). San Diego: Greehaven Press, Inc., 1989. ISBN 0-89608-710-7.
- Long, Elgen M. and Marie K. Amelia Earhart: The Mystery Solved. New York: Simon & Schuster, 1999. ISBN 0-684-86005-8.
- Loomis, Vincent V. Amelia Earhart, the Final Story. New York: Random House, 1985. ISBN 0-394-53191-4.
- Lovell, Mary S. The Sound of Wings. New York: St. Martin's Press, 1989. ISBN 0-312-03431-8.
- Lubben, Kristen and Erin Barnett. Amelia Earhart: Image and Icon. New York: International Center of Photography, 2007. (ردمك 978-3-86521-407-2).
- Marshall, Patti. "Neta Snook". Aviation History Vol. 17, No. 3. January 2007, pp. 21–22.
- Morey, Eileen. The Importance of Amelia Earhart. San Diego: Lucent Books, 1995. ISBN 1-56006-065-4.
- Morrissey, Muriel Earhart. Amelia Earhart. Santa Barbara, California: Bellerophon Books, 1992. ISBN 0-7172-1950-X.
- Morrissey, Muriel Earhart. Courage is the Price: The Biography of Amelia Earhart. Wichita, Kansas: McCormick-Armstrong Publishing Division, 1963. ISBN 1-141-40879-1.
- Oakes, Claudia M. United States Women in Aviation 1930-1939. Washington, DC: Smithsonian Institution Press, 1985. ISBN 0-7172-1950-X.
- O'Leary, Michael. "The Earhart Discovery: Fact or Fiction?" Air Classics Vol 28, No. 8, August 1992.
- Pearce, Carol Ann. Amelia Earhart. New York: Facts on File, 1988 ISBN 0-520-23439-1
- Pellegrino, Anne Holtgren World Flight: The Amelia Trail. Ames, Iowa: The Iowa State University Press, 1971. ISBN 0-8138-1760-9.
- The Radio Amateur's Handbook West Hartford, Connecticut: American Radio Relay League, 1945. No ISBN.
- Randolph, Blythe. Amelia Earhart. New York: Franklin Watts, 1987. ISBN 0-471-54806-5
- Rich, Doris L. Amelia Earhart: A Biography. Washington, DC: Smithsonian Institution Press, 1989. ISBN 1-56098-725-1.
- Safford, Laurance F. with Cameron A. Warren and Robert R. Payne. Earhart's Flight into Yesterday: The Facts Without the Fiction, McLean, Virginia: Paladwr Press, 2003. ISBN 1-888962-20-8.
- Sloate, Susan. Amelia Earhart: Challenging the Skies. New York: Fawcett Books, 1990. ISBN 0-449-90396-6
- Strippel, Richard G. Amelia Earhart: The Myth and the Reality. New York: Exposition Press, 1972. ISBN 0-682-47447-9.
- Strippel, Richard G. "Researching Amelia: A Detailed Summary for the Serious Researcher into the Disappearance of Amelia Earhart." Air Classics Vol. 31, No. 11, November 1995.
- Thames, Richard. Amelia Earhart. New York: Franklin Watts, 1989. ISBN 0-520-23439-1
- Van Pelt, Lori. "Amelia's Autogiro Adventures." Aviation History March 2008.
- Ware, Susan Still Missing: Amelia Earhart and the Search for Modern Feminism New York: W.W. Norton & Company, 1993. ISBN 0-393-03551-4.
- Wright, Monte Duane. Most Probable Position, A History of Aerial Navigation to 1941. Lawrence, Kansas: University Press of Kansas, 1972.. ISBN 0-7006-0092-2.